# ЭД4
ЭД4 (электропо́езд де́миховский, 4-й тип) — серия российских электропоездов постоянного тока, выпускавшихся с 1996 по 2016 годы на Демиховском машиностроительном заводе (ДМЗ) для железных дорог России и государств республик бывшего СССР.
Заводское обозначение поездов серии (кроме ЭД4Э) — 62-301; заводские обозначения вагонов этих поездов:
- моторный промежуточный вагон (Мп) — модель 62-302;
- прицепной головной вагон (Пг) — модель 62-303;
- прицепной промежуточный вагон (Пп) — модель 62-304.

## История создания и выпуска
В 1996 году на ДМЗ встал вопрос о начале производства электропоездов с отечественным электрооборудованием. До этого все поезда ЭД2Т, выпущенные заводом, оснащались оборудованием Рижского электромашиностроительного завода (РЭЗ, Латвия). Вскоре был построен электропоезд, изготовленный на базе механической части и кузовов ЭД2Т и отечественного электрооборудования. Электродвигатели были изготовлены в Новосибирске, остальное электрооборудование — на Новочеркасском электровозостроительном заводе (НЭВЗ). Новый электропоезд получил обозначение ЭД4.
Электрооборудование функционально повторяет схему хорошо зарекомендовавшего себя электропоезда ЭР22 1964 года выпуска.
ЭД4 — поезд для пригородных перевозок, как и ЭД2Т, был создан в качестве прямой замены ЭР2. Его кузов абсолютно идентичен кузову поездов ЭД2Т и ЭР24, несколько отличаясь от ЭР29 (первого электропоезда с кузовом подобного типа).
Всего был построен 501 электропоезд серии ЭД4 в разных вариантах исполнения, не считая сборных поездов, составленных из отдельных вагонов. За 20 лет производства серии (к июлю 2016 года) заводом выпущены: шесть составов типа ЭД4, 452 состава ЭД4М (включая четыре ЭД4М 500-х номеров), три состава ЭД4М1, 38 составов ЭД4МК, два состава ЭД4МКу, один состав ЭД4МКМ, семь составов ЭД4МКМ-АЭРО, а также состав ЭД4Э-0001 и секция ЭД4Э-0002 (по прямому назначению не эксплуатировалась). Последний электропоезд серии (ЭД4М-0496) был выпущен в мае 2016 года. Также выпущено значительное количество электросекций (номера 1001 и выше — головные вагоны, 2001 и выше — моторные, 3001 и выше — прицепные) для возможности замены неисправных вагонов в основных составах и формирования новых поездов. Интересный факт: в феврале 2006 года была выпущена секция с номерами вагонов 017101 и 017102, предназначавшаяся для очередных испытаний. Состав ЭД4М-0171 был построен несколько позже, причём включал в головной секции вагоны с такими же номерами (после испытаний опытная секция не вошла в состав ЭД4М-0171 и оставалась на ДМЗ).
Дальнейший выпуск данной серии не планируется, поскольку во всех странах Таможенного союза, закупавших данные поезда, введены в действие новые требования по безопасности стран. Согласно им, в частности, все пассажирские моторвагонные поезда, производимые после августа 2016 года, должны быть оборудованы краш-системой безопасности пассажиров. Поэтому на ДМЗ в то же время шла подготовка к производству новой серии — ЭП2Д.
| Сведения о номерах электропоездов серии ЭД4, их составности, а также о постройке отдельных электровагонов | Сведения о номерах электропоездов серии ЭД4, их составности, а также о постройке отдельных электровагонов | Сведения о номерах электропоездов серии ЭД4, их составности, а также о постройке отдельных электровагонов | Сведения о номерах электропоездов серии ЭД4, их составности, а также о постройке отдельных электровагонов                                       | Сведения о номерах электропоездов серии ЭД4, их составности, а также о постройке отдельных электровагонов | Сведения о номерах электропоездов серии ЭД4, их составности, а также о постройке отдельных электровагонов | Сведения о номерах электропоездов серии ЭД4, их составности, а также о постройке отдельных электровагонов | Сведения о номерах электропоездов серии ЭД4, их составности, а также о постройке отдельных электровагонов |
| Год выпуска                                                                                               | Серия | Количество выпущенных электропоездов                                                                      | Номера выпущенных электропоездов | Количество вагонов в электропоездах                                                                       | Номера отдельных электровагонов                                                                           | Номера отдельных электровагонов                                                                           | Номера отдельных электровагонов                                                                           |
| Год выпуска                                                                                               | Серия | Количество выпущенных электропоездов                                                                      | Номера выпущенных электропоездов | Количество вагонов в электропоездах                                                                       | Головных прицепных                                                                                        | Промежуточных моторных                                                                                    | Промежуточных прицепных                                                                                   |
| --- | --- | --- | --- | --- | --- | --- | --- |
| 1996 | ЭД4 | 1 | 0001 | 6 | — | — | — |
| 1997 | ЭД4М | 3 | 0002—0004 | 10 | — | — | — |
| 1997 | ЭД4 | 1 | 0005 | 10 | — | — | — |
| 1998 | ЭД4 | 2 | 0006, 0007 | 10 | — | — | — |
| 1998 | ЭД4 | 1 | 0010 | 6 | — | — | — |
| 1998 | ЭД4 | 1 | 0014 | 8 | — | — | — |
| 1998 | ЭД4М1 | 3 | 0008, 0009, 0011 | 10 | — | — | — |
| 1998 | ЭД4М | 3 | 0012, 0013, 0015 | 10 | — | — | — |
| 1999 | ЭД4М | 5 | 0016—0019, 0027 | 10 | — | — | — |
| 1999 | ЭД4М | 1 | 0021 | 6 | — | — | — |
| 1999 | ЭД4МК | 1 | 0020 | 12 | — | — | — |
| 1999 | ЭД4МК | 1 | 0024 | 11 | — | — | — |
| 1999 | ЭД4МК | 7 | 0022, 0023, 0025, 0026, 0028—0030 | 10 | — | — | — |
| 2000 | ЭД4М | 11 | 0031—0035, 0040, 0043—0047 | 10 | — | — | — |
| 2000 | ЭД4М | 2 | 0036, 0037 | 3 | — | — | — |
| 2000 | ЭД4М | 2 | 0038, 0039 | 5 | — | — | — |
| 2000 | ЭД4М | 1 | 0042 | 6 | — | — | — |
| 2000 | ЭД4МК | 2 | 0041, 0048 | 10 | — | — | — |
| 2001 | ЭД4М | 14 | 0049, 0050, 0053—0064 | 10 | — | — | — |
| 2001 | ЭД4МК | 2 | 0051, 0052 | 10 | — | — | — |
| 2002 | ЭД4М | 9 | 0065—0068, 0070, 0071, 0077, 0079, 0080 | 10 | — | — | — |
| 2002 | ЭД4МК | 1 | 0069 | 10 | — | — | — |
| 2002 | ЭД4МК | 3 | 0073—0075 | 8 | — | — | — |
| 2002 | ЭД4МК | 2 | 0076, 0078 | 6 | — | — | — |
| 2002 | ЭД4МК | 1 | 0072 | 4 | — | — | — |
| 2002 | ЭД4Э | 1 | 0001 | 10 | — | — | — |
| 2003 | ЭД4М | 13 | 0081, 0082, 0084, 0086—0088, 0091, 0093—0096, 0100, 0103                                                                                        | 10 | 1003, 1004                                                                                                | — | — |
| 2003 | ЭД4М | 1 | 0102 | 8 | 1003, 1004                                                                                                | — | — |
| 2003 | ЭД4МК | 3 | 0090, 0098, 0099 | 6 | — | — | 3001 |
| 2003 | ЭД4МК | 3 | 0085, 0092, 0101 | 8 | — | — | 3001 |
| 2003 | ЭД4МК | 2 | 0083, 0089 | 10 | — | — | 3001 |
| 2003 | ЭД4МК | 1 | 0097 | 11 | — | — | 3001 |
| 2004 | ЭД4М | 13 | 0105, 0107—0109, 0113—0115, 0119, 0124, 0125, 0127, 0129, 0130                                                                                  | 10 | 1005—1008                                                                                                 | 2003, 2004                                                                                                | — |
| 2004 | ЭД4М | 4 | 0116, 0120, 0121, 0123 | 8 | 1005—1008                                                                                                 | 2003, 2004                                                                                                | — |
| 2004 | ЭД4М | 3 | 0126, 0128, 0131 | 6 | 1005—1008                                                                                                 | 2003, 2004                                                                                                | — |
| 2004 | ЭД4МК | 4 | 0111, 0112, 0117, 0118 | 10 | 1001, 1002                                                                                                | — | — |
| 2004 | ЭД4МК | 2 | 0104, 0110 | 8 | 1001, 1002                                                                                                | — | — |
| 2004 | ЭД4МК | 2 | 0106, 0122 | 6 | 1001, 1002                                                                                                | — | — |
| 2004 | ЭД4Э | 1 | 0002 | 3 | — | — | — |
| 2005 | ЭД4М | 12 | 0133—0138, 0140, 0142, 0144, 0146, 0148, 0149                                                                                                   | 10 | 1009 | — | — |
| 2005 | ЭД4М | 7 | 0132, 0139, 0141, 0143, 0145, 0147, 0150 | 8 | 1009 | — | — |
| 2005 | ЭД4МК | 1 | 0152 | 10 | — | — | — |
| 2005 | ЭД4МКУ | 2 | 0151, 0153 | 11 | — | — | — |
| 2006 | ЭД4М | 22 | 0156—0159, 0161—0166, 0168—0170, 0172—0180 | 10 | 017101, 1011—1014                                                                                         | 017102, 2005                                                                                              | 3001К |
| 2006 | ЭД4М | 4 | 0154, 0160, 0167, 0171 | 8 | 017101, 1011—1014                                                                                         | 017102, 2005                                                                                              | 3001К |
| 2006 | ЭД4МКМ | 1 | 0155 | 10 | — | — | — |
| 2006 | ЭД4МК | — | — | — | 1003, 1010                                                                                                | — | — |
| 2007 | ЭД4М | 27 | 0181—0183, 0192—0201, 0203, 0207, 0208, 0210—0217, 0219—0221                                                                                    | 10 | — | 2006, 2007                                                                                                | 3002—3021                                                                                                 |
| 2007 | ЭД4М | 6 | 0191, 0202, 0204, 0206, 0209, 0218 | 8 | — | 2006, 2007                                                                                                | 3002—3021                                                                                                 |
| 2007 | ЭД4М | 1 | 0205 | 6 | — | 2006, 2007                                                                                                | 3002—3021                                                                                                 |
| 2007 | ЭД4МКМ-АЭРО                                                                                               | 1 | 0001 | 7 | — | — | — |
| 2008 | ЭД4М | 26 | 0222, 0224—0227, 0229, 0230, 0232, 0234—0238, 0241—0243, 0245, 0247—0255                                                                        | 11 | — | — | 3022—3031                                                                                                 |
| 2008 | ЭД4М | 4 | 0240, 0244, 0246, 0257 | 10 | — | — | 3022—3031                                                                                                 |
| 2008 | ЭД4М | 6 | 0223, 0228, 0231, 0233, 0239, 0256 | 8 | — | — | 3022—3031                                                                                                 |
| 2008 | ЭД4МКМ-АЭРО                                                                                               | 4 | 0002-0005 | 10 | — | — | — |
| 2009 | ЭД4М | 26 | 0258—0262, 0264, 0266—0270, 0272, 0273, 0278, 0283, 0286—0289, 0291, 0293, 0295—0297, 0299, 0302                                                | 11 | — | — | 3032—3047                                                                                                 |
| 2009 | ЭД4М | 14 | 0263, 0271, 0274, 0275, 0277, 0280—0282, 0285, 0290, 0292, 0294, 0298, 0301                                                                     | 10 | — | — | 3032—3047                                                                                                 |
| 2009 | ЭД4М | 5 | 0265, 0276, 0279, 0284, 0300 | 8 | — | — | 3032—3047                                                                                                 |
| 2009 | ЭД4МКМ-АЭРО                                                                                               | 2 | 0006-0007 | 10 | — | — | — |
| 2010 | ЭД4М | 32 | 0303, 0304, 0306—0308, 0310—0313, 0315—0318, 0320—0323, 0325, 0326, 0328, 0330, 0332, 0334, 0335, 0337, 0341, 0343, 0345—0347, 0349, 0352, 0353 | 11 | 1015—1018                                                                                                 | — | 3048—3057                                                                                                 |
| 2010 | ЭД4М | 5 | 0305, 0336, 0338, 0340, 0351 | 10 | 1015—1018                                                                                                 | — | 3048—3057                                                                                                 |
| 2010 | ЭД4М | 12 | 0314, 0319, 0324, 0327, 0329, 0331, 0333, 0339, 0344, 0348, 0354, 0355                                                                          | 8 | 1015—1018                                                                                                 | — | 3048—3057                                                                                                 |
| 2010 | ЭД4М | 3 | 0309, 0342, 0350 | 6 | 1015—1018                                                                                                 | — | 3048—3057                                                                                                 |
| 2011 | ЭД4М | 31 | 0356—0359, 0362, 0363, 0366—0368, 0370, 0372, 0374, 0375, 0377—0380, 0382, 0383, 0386—0388, 0390, 0391, 0394—0399, 0500                         | 11 | 1019—1034                                                                                                 | 2014—2022                                                                                                 | 3063—3065                                                                                                 |
| 2011 | ЭД4М | 14 | 0360, 0361, 0364, 0365, 0369, 0371, 0373, 0376, 0381, 0384, 0385, 0389, 0392, 0393                                                              | 8 | 1019—1034                                                                                                 | 2014—2022                                                                                                 | 3063—3065                                                                                                 |
| 2012 | ЭД4М | 2 | 0427—0428 | 12 | 1035—1052                                                                                                 | 2023—2025                                                                                                 | 3066—3067                                                                                                 |
| 2012 | ЭД4М | 17 | 0400—0403, 0405—0409, 0412—0414, 0420, 0426, 0429—0431                                                                                          | 11 | 1035—1052                                                                                                 | 2023—2025                                                                                                 | 3066—3067                                                                                                 |
| 2012 | ЭД4М | 2 | 0415, 0417 | 10 | 1035—1052                                                                                                 | 2023—2025                                                                                                 | 3066—3067                                                                                                 |
| 2012 | ЭД4М | 9 | 0411, 0418—0419, 0421—0425, 0432, 0500 (вагоны 03—09 и 11)                                                                                      | 8 | 1035—1052                                                                                                 | 2023—2025                                                                                                 | 3066—3067                                                                                                 |
| 2012 | ЭД4М | 2 | 0410, 0416 | 6 | 1035—1052                                                                                                 | 2023—2025                                                                                                 | 3066—3067                                                                                                 |
| 2012 | ЭД4М | 1 | 0404 | 4 | 1035—1052                                                                                                 | 2023—2025                                                                                                 | 3066—3067                                                                                                 |
| 2013 | ЭД4М | 10 | 0433—0437, 0439—0443 | 11 | 1053—1058                                                                                                 | 2026 | 3068, 3069                                                                                                |
| 2013 | ЭД4М | 1 | 0438 | 8 | 1053—1058                                                                                                 | 2026 | 3068, 3069                                                                                                |
| 2013 | ЭД4М | 4 | 0444—0447 | 12 | 1053—1058                                                                                                 | 2026 | 3068, 3069                                                                                                |
| 2014 | ЭД4М | 35 | 0448—0450, 0453—0481, 0501—0503 | 11 | — | — | — |
| 2014 | ЭД4М | 2 | 0451—0452 | 12 | — | — | — |
| 2015 | ЭД4М | 10 | 0482—0493 | 11 | — | — | — |
| 2016 | ЭД4М | 3 | 0494—0496 | 8 | — | — | — |

### ЭД4

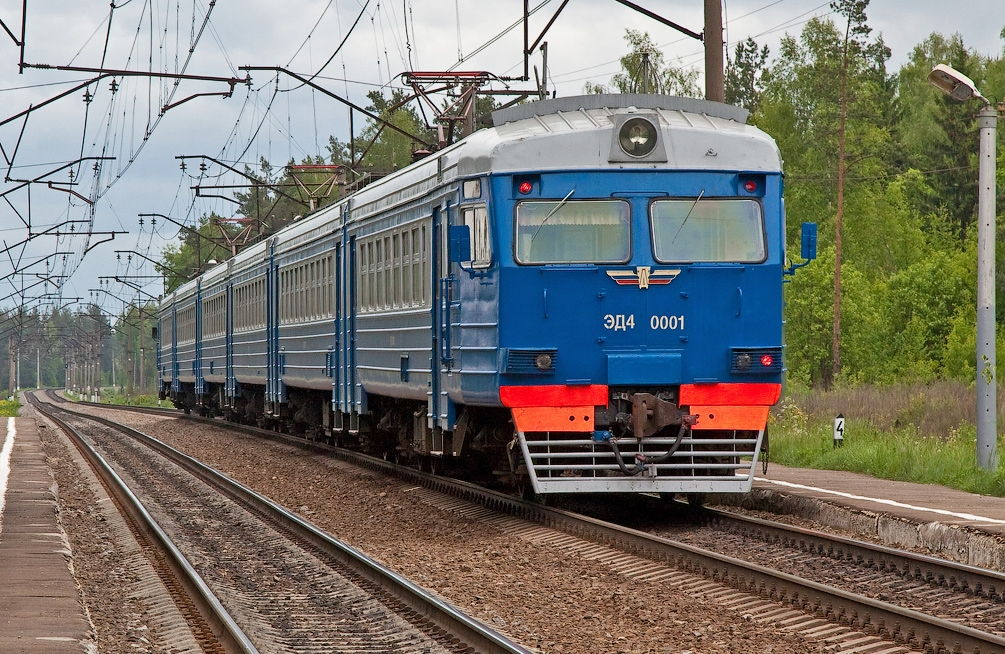
ЭД4-0001

Первый шестивагонный электропоезд ЭД4-0001 был изготовлен в 1996 году и к 13 марта 1997 года прошёл испытания на экспериментальном кольце ВНИИЖТ. Основные показатели при испытаниях соответствовали электропоезду ЭД2Т. Однако быстродействующие выключатели БВ-11 не отвечали нормативным условиям по отключаемой мощности, поэтому основной объём испытаний проводился с использованием выключателей БВП-105А производства РЭЗ. После испытаний поезд был направлен в депо Минеральные Воды Северо-Кавказской железной дороги. Впоследствии завод перешёл на выпуск электропоездов ЭД4М с изменённой кабиной машиниста, имеющих сквозную нумерацию с ЭД4. Однако также были изготовлены ещё 5 электропоездов ЭД4, которые практически не отличались от первого поезда: в 1997 — ЭД4-0005 (10 вагонов); в 1998 — ЭД4-0006, ЭД4-0007 (по 10 вагонов), ЭД4-0010 (6 вагонов) и ЭД4-0014 (8 вагонов).

### ЭД4М, ЭД4М1
Почти одновременно с переходом на российское электрооборудование ДМЗ начал общую модернизацию серийных электропоездов (как постоянного, так и переменного тока). Уже следующий состав серии (с номером 0002) получил обозначение типа ЭД4М (модернизированный). Впоследствии именно ЭД4М составили подавляющее большинство электропоездов серии и закончили её выпуск, несмотря на появление и параллельную постройку ещё нескольких модификаций ЭД4. За время выпуска в конструкцию ЭД4М постепенно вносились изменения, иногда не сопровождавшиеся изменениями в индексе обозначения и диапазоне порядковых номеров, поэтому условно можно разделить все поезда ЭД4М (за исключением ЭД4М с № 0500, которые отнесены производителем к отдельному типу) на две основные группы. Далее по тексту они обозначены как ЭД4М ранних выпусков и, соответственно, поздних выпусков.

В 1997 году были выпущены три электропоезда: ЭД4М (номера 0002, 0003 и 0004). Эти поезда по сравнению с ЭД4 имели совершенно новую кабину машиниста с изменённой лобовой формой, разработанной на основе анализа тенденций формообразования отечественных и зарубежных типов подвижного состава. Изменениям подверглись также эргономические характеристики и техническое оснащение кабины (обновлено кресло машиниста, добавлены контрольно-измерительные приборы, улучшен прожектор и тому подобное). Небольшие изменения коснулись и пассажирского салона.

Электропоезда были направлены для эксплуатации в депо Перерва Московской железной дороги (МЖД). В 1998 году ЭД4М-0004 проходил контрольные испытания на экспериментальном кольце ВНИИЖТ. На электропоездах ЭД4М были установлены комплекты электрооборудования производства НЭВЗ, тяговые двигатели производства АО «Сибстанкоэлектропривод», АО «Электросила» (С.-Петербург) и РЭЗ, быстродействующие выключатели как производства НЭВЗ, так и РЭЗ.
Впоследствии была изготовлена партия стандартных ЭД4: ЭД4-0005, 0006, 0007, 0010 и 0014. Также ДМЗ на базе ЭД4М изготовил электропоезда, на которых вместо новочеркасского применялся надёжно работающий комплект электрооборудования производства РЭЗ. Это было связано с тем, что работа электрооборудования производства АО «НПО НЭВЗ» и АО «Сибстанкоэлектропривод» вызывала множество нареканий эксплуатирующих организаций. Поезда получили обозначение ЭД4М1 и номера 0008, 0009, 0011. Проектное название — ЭД2М.
Некоторые из далее построенных электропоездов ЭД4М также комплектовались электрооборудованием РЭЗ, однако цифра 1 после буквы М уже не ставилась. С 1999 года ДМЗ выпускал составы ЭД4М с ТЭД производства АО «Электросила», а с 2001 года — ещё и с аналогичными рижским быстродействующими выключателями (также производимыми АО «Электросила»).
В дальнейшем, начиная с номеров 0012, 0013, 0015 и далее, завод перешёл к серийному производству электропоездов ЭД4М. Помимо полноценных составов, завод также выпускал отдельные электровагоны.
Поезда ЭД4М ранних выпусков с незначительными изменениями выпускались до 2012 года, причём с 2009 года — параллельно с появившимися в этом году поездами ЭД4М поздних выпусков. Вагоны составов поздних выпусков отличались от ранних выпусков, главным образом, установкой для межвагонных соединений беззазорных сцепных устройств (БСУ-ТМ) совместно с герметизированными межвагонными переходами (вместо баллонных суфле), в результате чего они стали несовместимы с вагонами ЭД4М ранних выпусков. Одновременно с этим классические раздвижные входные двери уступили место прислонно-сдвижным, которые нередко выполнялись под выходы только на высокие платформы. Поезда поздних выпусков также выпускались с периодическим внесением некоторых изменений, наиболее заметным из которых стала доработка в 2012 году дизайна маски кабины машиниста.

Последним составом этого типа, выпущенным в мае 2016 года, стал ЭД4М-0496; он же стал последним электропоездом всей серии ЭД4. В дальнейшем Демиховский завод вместо ЭД4М начал выпуск обновлённой модели ЭП2Д.

### ЭД4М с № 0500
В сентябре 2011 года на выставке «Экспо-1520» была представлена секция электропоезда ЭД4М-0500 с новым экстерьером и рядом технических усовершенствований. Отличительными характеристиками электропоездов этой серии стали стеклопластиковый модуль кабины машиниста (изготовитель — компания ООО НПП «Рост», Украина), гладкие боковые стены с новыми окнами компании Фирма «КМТ» (г. Ломоносов, Россия), герметизированные прислонно-сдвижные двери, герметичные межвагонные переходы, беззазорное сцепное устройство, экологически чистый туалетный комплекс. Выходы ЭД4М-0500 комбинированного типа (начиная с номера 0501 выходы стали исполняться только на высокие платформы). В 2012 году были выпущены оставшиеся 8 вагонов поезда. В 2013 г. были завершены стандартные испытания поезда и получен сертификат соответствия. Начиная с октября 2014 года было выпущено ещё 3 аналогичных поезда с номерами 0501—0503. В отличие от электропоезда 0500 с комбинированными дверями (для выхода на высокие и низкие платформы), они имели двери только для выхода на высокие платформы.
На сайте завода-изготовителя (и в сертификате) эта версия проходит как ЭД4М с № 0500 (также известны как поезда ЭД4М 500-й серии); заводское обозначение не изменилось — для отличия от базового варианта добавляется фраза Чертёж 301.00.00.005.
В начале 2016 года 35 поездов серии ЭД4М-0500 планировалось выпустить для ЦППК для эксплуатации на Малом кольце Московской железной дороги. Поезда планировалось оснастить энергосберегающим электрооборудованием, а вагоны приспособить для проезда маломобильных пассажиров. Впоследствии планы запуска ЭД4М на МКЖД были отменены в пользу электропоездов ЭС «Ласточка».
В настоящее время выпускаются электропоезда ЭП2Д, оборудованных краш-системами, являющихся дальнейшим развитием ЭД4М-500.

### ЭД4МК
В 1999—2000 годах по заказу МЖД была изготовлена первая партия электропоездов местного сообщения повышенной комфортности ЭД4МК. Вскоре эти поезда начали выпускаться серийно совместно с ЭД4М, используя общую нумерацию. Помимо планировки и комфортабельности салона они не имеют конструктивных отличий от ЭД4М. Составы имели по пять вагонов 1 класса, по три вагона 2 класса и по два вагона 3 класса; в одном из вагонов размещался бар.
Отличительной особенностью большинства поездов ЭД4МК была двухцветная бело-синяя заводская окраска, практически не применявшаяся для ЭД4М (метельник окрашивался аналогично — с ярко-красными полосами). Такую же окраску имело и большинство аналогичных электропоездов ЭД9МК для переменного тока. Электропоезда, эксплуатировавшиеся на линиях ООО «Аэроэкспресс», были окрашены в бело-бежевую цветовую схему. Впоследствии при прохождении ремонта большинство электропоездов ЭД4МК лишились оригинальной окраски и были выкрашены в стандартную серо-красную цветовую схему РЖД, применявшуюся и на ЭД4М.
Электропоезд оборудован системами пожарной сигнализации и информационного обеспечения ССЗН-И, пожаротушения, УАПВ, сбора и регистрации параметров движения КПД-ЗВ, автоведения УСАВП, локомотивной безопасности КЛУБ-01, и системой управления тормозами САУТ-ЦМ-485.

### ЭД4МКу
Электропоезда постоянного тока повышенной комфортности ЭД4МКу созданы на основе электропоезда ЭД4М (также проходят как модель 62-301) и отличаются формой кабины машиниста. Электропоезда предназначены для эксплуатации на электрифицированных участках железных дорог межобластного сообщения колеи 1520 мм при номинальном напряжении в контактной сети 3000 В постоянного тока на участках до 700 км, оборудованных, главным образом, высокими платформами.
Электропоезда построены по заказу оператора проекта ООО «Пассажирские перевозки». Впервые электропоезд ЭД4МКу-0151 был представлен в рамках научно-практической конференции «Инновационные проекты, новые технологии и изобретения», которая прошла 27—28 октября 2005 года на базе Экспериментального кольца ВНИИЖТ в Щербинке. При разработке электропоезда использован ряд технологических решений, позволивших создать принципиально новую машину для российского рынка пассажирских перевозок. В базовую модель электропоезда ЭД4М была введена новая элементная база, обеспечивающая высокий уровень экологической и пожарной безопасности, комфортабельные условия для пассажиров и поездной бригады, экономичность в эксплуатации. Это отличает его от аналогичных электропоездов серии ЭМ2И, поскольку электропоезда ЭД4МКу были построены фактически «с нуля» без так называемой «глубокой модернизации», когда за основу берутся уже устаревшие электропоезда серии ЭР2. При проектировании и изготовлении инновационных элементов, используемых в электропоезде, основной упор сделан на отечественные материалы и производителей.
Состав электропоезда сформирован из шести вагонов 1 класса и пяти вагонов 2 класса, включая два вагона-бара. Современный дизайн, эргономичные кресла, поддержание микроклимата салона, оснащение системами телевидения и радиовещания делают поездку в новом поезде максимально комфортной для пассажиров.
Всего выпущено два электропоезда ЭД4МКу: 0151 и 0153.

### ЭД4МКМ
В ноябре 2005 года на ДМЗ был создан опытный электропоезд ЭД4МКМ-0155 (Электропоезд Демиховский, 4-я модификация, модернизированный, комфортабельный, модальный), спроектированный ЗАО «НПО ТМ» на базе электропоезда ЭД4МК и предназначенный для эксплуатации на электрифицированных участках железных дорог межобластного сообщения колеи 1520 мм при номинальном напряжении в контактной сети 3000 В постоянного тока на участках до 700 км, оборудованных высокими платформами, с максимальной эксплуатационной скоростью до 120 км/ч. По сравнению с ЭД4МК он имеет ряд конструктивных отличий, в частности обтекаемую кабину машиниста и двери с выходом только на высокие платформы. При основной составности в 10 вагонов и трёхклассовой компоновке салона ориентировочное число посадочных мест в поезде 416. Электрооборудование поезда было произведено на Рижском электромашиностроительном заводе.
С завода электропоезд был окрашен в белый цвет с красно-малиновой крышей и с чёрной полосой на уровне и под цвет тонированных боковых стёкол пассажирского салона, лобовая часть головных вагонов на уровне буферных фонарей и лобового стекла также была окрашена в чёрный цвет с красно-малиновым обрамлением в виде полосы, нисходящей с крыши по бокам. В 2014 году он был перекрашен в красно-серую окраску РЖД. Изначально поезд имел вагоны с салонами трёх классов для эксплуатации в качестве дальнего межрегионального экспресса, но впоследствии в период консервации салоны всех его вагонов были переделаны в единоклассовую компоновку повышенной комфортности 3 класса для региональных экспрессных маршрутов.
ЭД4МКМ, в отличие от ЭД4МК, имеет более современный экстерьер и интерьер, а также ряд новых конструктивных решений (гладкий негофрированный кузов с повышенной противокоррозионной защитой, новая лобовая часть головного вагона современной обтекаемой формы, беззазорное межвагонное сцепное устройство типа БСУ-ТМ и так далее).
В дальнейшем на базе модели ЭД4МКМ в количестве семи единиц выпущен вариант поезда для перевозки пассажиров между городскими вокзалами и аэропортами — ЭД4МКМ-АЭРО.

### ЭД4МКМ-АЭРО
Модернизированный вариант электропоезда ЭД4МКМ, предназначенный для перевозки пассажиров между вокзалом и аэропортом. По сравнению с ЭД4МКМ имеет незначительные конструктивные отличия, такие как герметичные межвагонные переходы типа «гармошка» вместо привычных резиновых уплотнителей; кроме того, полностью изменена планировка салонов. Все вагоны имеют кресла 1 класса, один вагон имеет VIP-категорию. Салон одного из головных вагонов выполнялся для перевозки багажа. В поезде отсутствует вагон-бар.
Позже багажные головные вагоны были переоборудованы в пассажирские, в связи с чем с января 2011 года услуга оформления и сдачи багажа на вокзальных терминалах была отменена.
Первоначально под эти поезда был выделен диапазон 0184—0190, но в результате поезда ЭД4МКМ-АЭРО получили собственную нумерацию. Серийно построены семь составов (номера от 0001 до 0007), дальнейшее производство свёрнуто из-за низкой востребованности.
Часть технических решений (прислонно-сдвижные двери, герметичные межвагонные переходы, кондиционер) перенесены на новые составы базовой модели ЭД4М.

### ЭД4Э

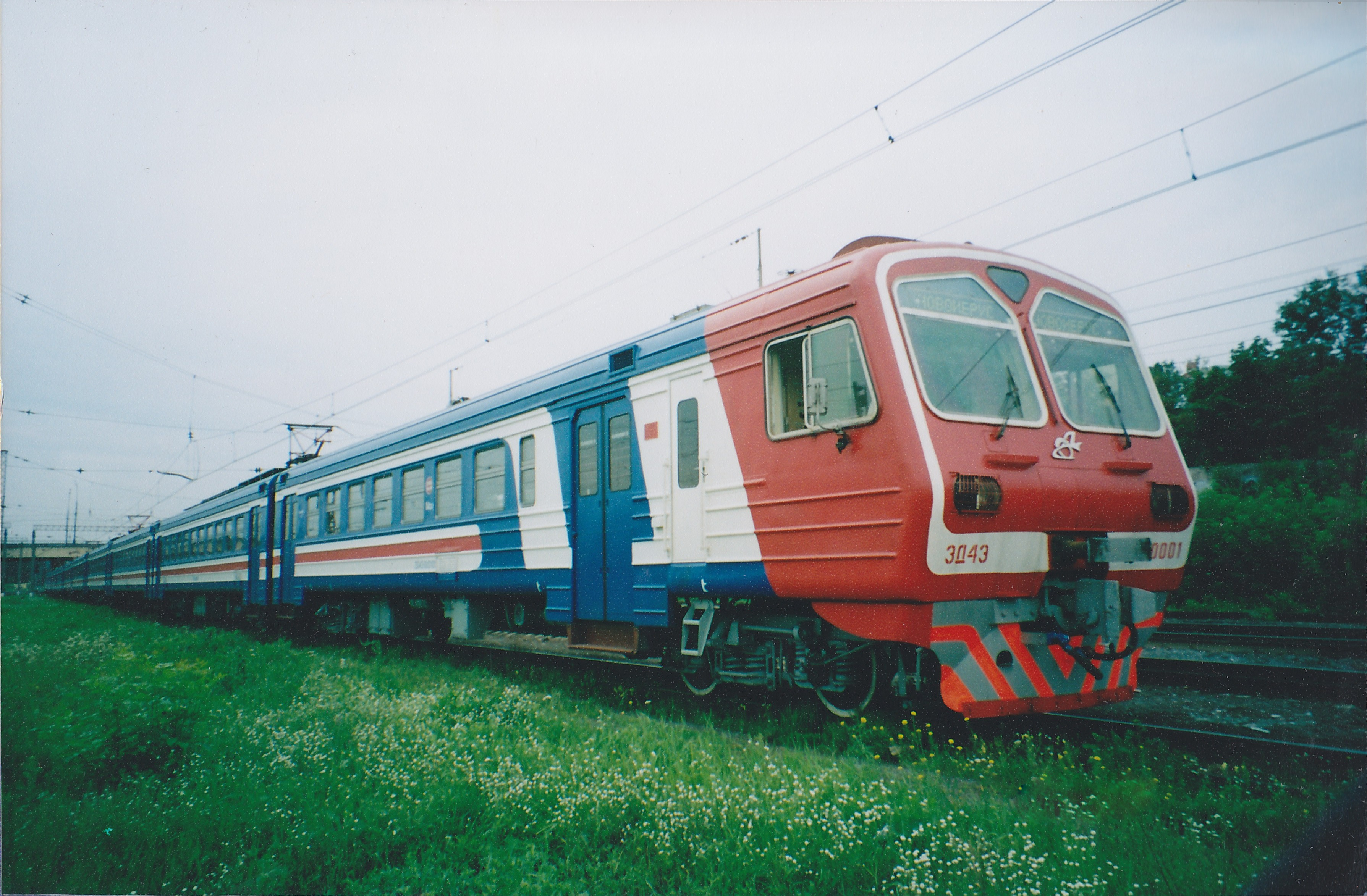
ЭД4Э-0001 недалеко от станции Царицыно

Энергосберегающий электропоезд постоянного тока ЭД4Э разработан на базе электропоезда ЭД4М.
Основные отличия схем и составляющих электрооборудования ЭД4Э от серийного ЭД4М:
- Для повышения эффективности электропоездов постоянного тока на ЭД4Э применены новые тяговые двигатели ТЭД 4-У1 на номинальное напряжение 1500 В с компенсационными обмотками.
- В режимах тяги обеспечивается перегруппировка тяговых двигателей (ТЭД1-2 и ТЭД3-4) с последовательного соединения групп на параллельное соединение, а в режимах торможения — с параллельного соединения групп в зоне высоких скоростей на последовательное соединение групп в зоне средних скоростей.

Применение энергосберегающего комплекта электрооборудования обеспечило следующие преимущества:
- уменьшение реостатных потерь при пуске практически в два раза;
- расширение диапазона рекуперативного торможения от максимальной скорости до скорости 25-28 км/ч (на ЭД4М рекуперация возможна лишь до скорости 55 км/ч);
- уменьшение токовых нагрузок тяговой аппаратуры (линейные контакторы, силовые контроллеры, тормозные переключатели и др.) и, соответственно, повышение надёжности их работы и увеличение межремонтных пробегов;
- повышение ускорения (замедления) и динамических свойств поезда;
- общее снижение расхода электроэнергии на тягу поездов в среднеэксплуатационном режиме движения на 16—24 % в зависимости от графика движения;
- экономия расхода электроэнергии на один электропоезд в год более 580 тыс. кВт·ч.ЭД4Э-0001 на линии:  - Медиафайлы на Викискладе

Поезда ЭД4Э получили собственную нумерацию. Изготовлен один поезд этой серии (№ 0001), а также опытная секция ЭД4Э-0002, включающая вагоны с номерами 000201 (Пг), 000202 (Мп) и 000203 (Пп). На испытания на кольцо ВНИИЖТ вагон Пп не направлялся. Состав ЭД4Э-0001 по состоянию на 2013 год был отставлен от эксплуатации; в депо Перерва (ТЧ-3 МСК) сохранились некоторые вагоны электропоезда ЭД4Э-0001. Вагоны Пг и Мп электропоезда ЭД4Э-0002 возвращены на ДМЗ, где использовались для технологических нужд; вагон Пп порезан в лом.

## Общие сведения
- ЭД4М и другие электропоезда на Ярославском направлении в Мытищах
- Прибытие электропоезда ЭД4М-0238. Слышен звук электрического торможения

Электропоезда семейства ЭД4 предназначены для пригородных и междугородных пассажирских перевозок на электрифицированных участках железных дорог колеи 1520 мм с номинальным напряжением в контактной сети 3 кВ постоянного тока. Большинство поездов может эксплуатироваться на линиях, оборудованных как высокими, так и низкими платформами, часть поездов рассчитана исключительно на высокие платформы.
Особенности конструкции электропоездов производства ОАО «ДМЗ» с вагонами длиной 21,5 м позволяют использовать девятивагонные электропоезда семейства ЭД2Т и ЭД4 для совместной эксплуатации и для равноценной замены десятивагонных электропоездов серий ЭР2 и ЭТ2 всех наименований, а одиннадцативагонные поезда ЭД — для замены двенадцативагонных ЭР2 и ЭТ2. Наличие на электропоездах широких входных дверей и больших накопительных тамбуров обеспечивает более благоприятные условия для перевозки пассажиров в пригородном сообщении, особенно часы «пик» (снижение времени посадки-высадки на 40 %). Большой выбор предложенных составностей электропоездов типа ЭД4М позволяет потребителям уменьшить капитальные затраты, а также снизить эксплуатационные расходы на ремонт и обслуживание поездов с меньшим количеством моторных вагонов при одинаковой длине и населённости. Электрические схемы вагонов поездов ЭД4 и ЭД2Т совместимы со схемами электропоездов ЭР2Р/ЭР2Т и ЭТ2 всех модификаций, что позволяет формировать сборные составы из вагонов разных моделей. В салоне установлены двух- и шестиместные полумягкие диваны одной из двух вариаций — либо со сплошной обшивкой из искусственной кожи, либо с обшивкой из пластика и мягкими накладками.

### Составность

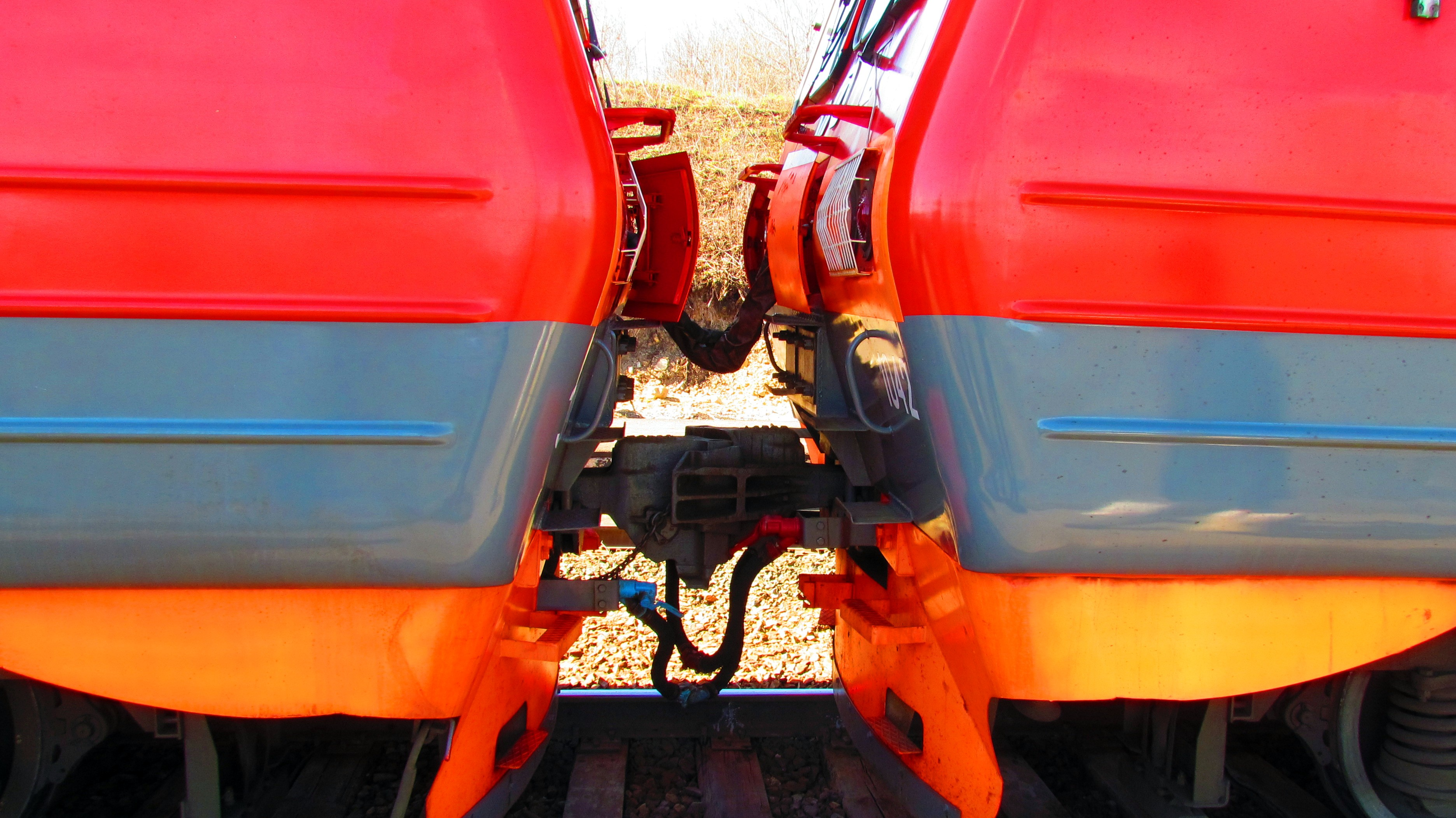
Сцеп электропоездов ЭД4М по системе многих единиц

Поезда формируются из вагонов трёх типов — прицепных головных с кабинами управления (Пг), моторных промежуточных, оснащённых токоприёмниками (Мп) и прицепных промежуточных (Пп). Формирование составов производится по принципу двухвагонных электросекций, каждая из которых включает один моторный промежуточный и один прицепной головной или промежуточный вагон. Моторные вагоны сцепляются к промежуточным в составе секций со стороны токоприёмника, при этом промежуточные секции как правило повёрнуты в том же направлении, что и ближайшие головные, то есть моторные вагоны обычно обращены токоприёмниками к ближайшей голове. Если в состав электросекции входит головной вагон, то она называется головной секцией, если нет, то промежуточной секцией.
Композиции с чётным количеством вагонов (от 4 до 12) состоят из равного числа моторных и прицепных вагонов, то есть составляются по формуле (Пг+Мп)+0..4×(Пп+Мп)+(Мп+Пг). Композиции с нечётным количеством вагонов (9 либо 11) получаются добавлением вагона Пп соответственно в восьми- и десятивагонную схему. Включение в состав более одного дополнительного промежуточого вагона нежелательно из-за падения соотношения мощности состава к его массе и потери динамических характеристик. Кроме того, предусмотрена эксплуатация двух поездов в одном составе по системе многих единиц, при которой электрические цепи головных вагонов соединяются вручную с помощью кабелей.
Головные двухвагонные электросекции могут ограниченно эксплуатироваться и самостоятельно при возможности разворота на конечных станциях (по такой схеме некоторое время эксплуатировалась головная секция ЭД4М-0121). Промежуточные секции не могут работать отдельно от других из-за отсутствия кабины машиниста.
За основную поездную единицу электропоездов ЭД4М принят 11-вагонный электропоезд, состоящий из 2 головных, 5 моторных и 4 промежуточных вагонов.

### Нумерация и маркировка

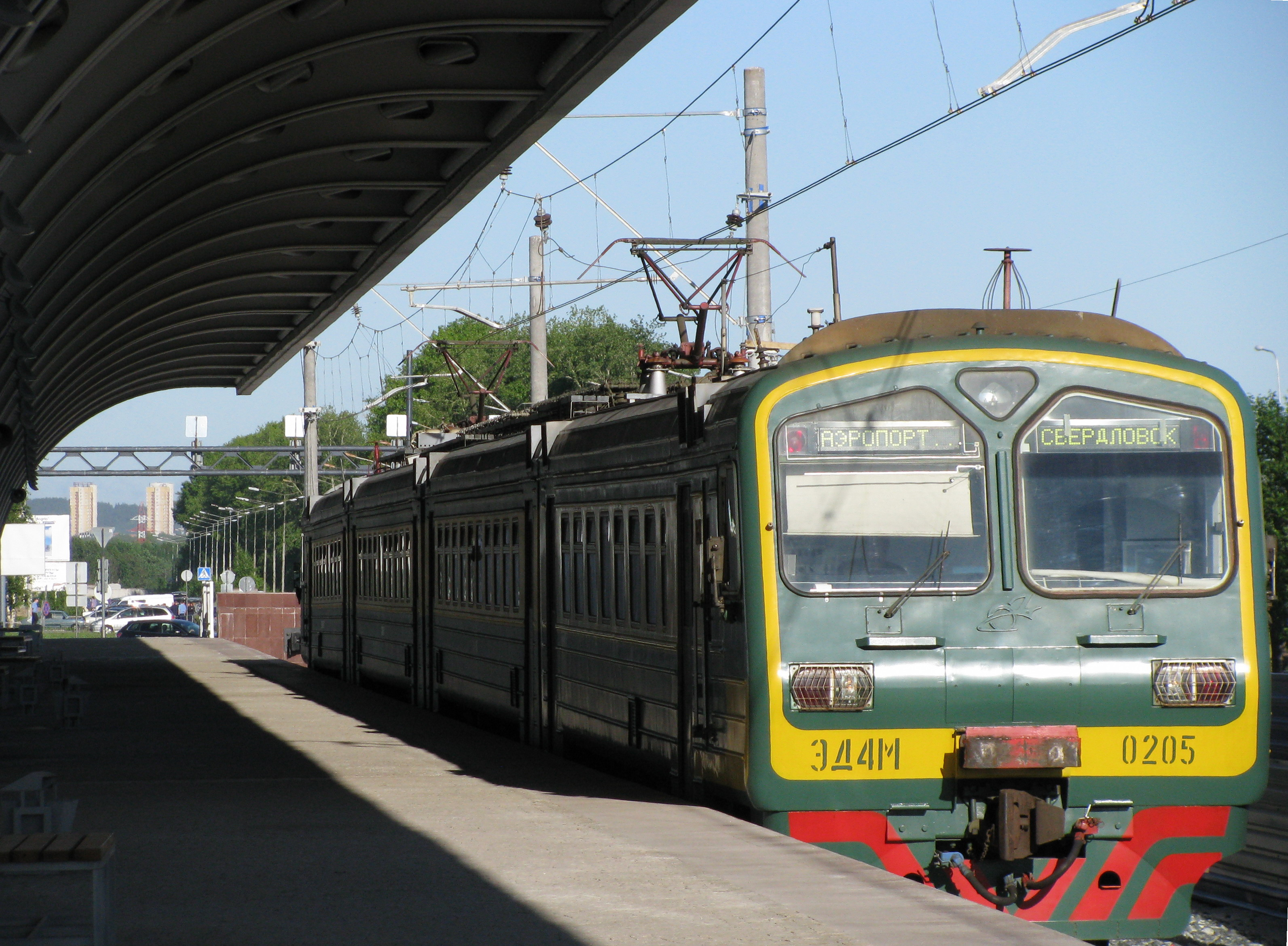
ЭД4М-0205 в качестве городской электрички в Екатеринбурге

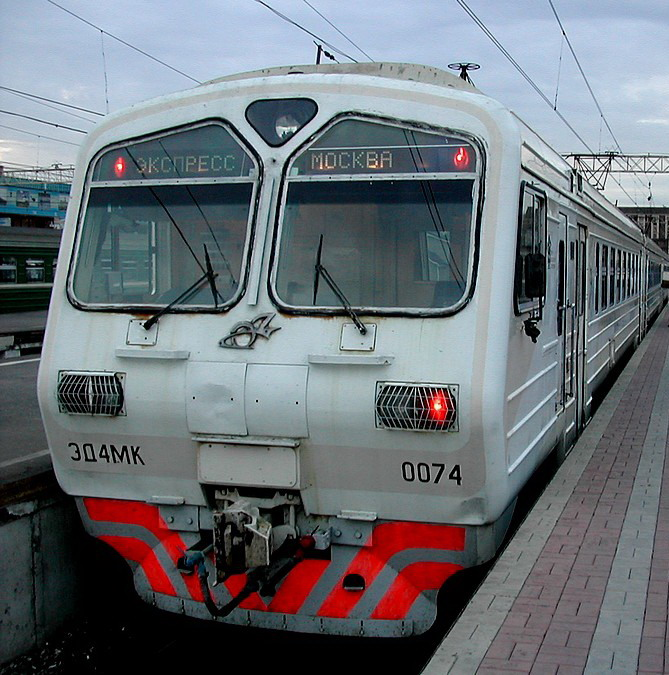
Лобовая часть ЭД4МК-0074 без буфера

Система нумерации и маркировки, принятая для поездов серии ЭД4, аналогична применяемой на ДМЗ (например, для ЭД2Т, ЭД9). Составы получают номера четырёхзначного написания, начиная от 0001 для ЭД4; для следующих модификаций (кроме ЭД4Э и ЭД4МКМ-АЭРО) нумерация продолжается и является сквозной; нумерация обновлённой версии ЭД4М (500-х номеров) началась сразу с номера 500, хотя счёт ЭД4М к тому моменту ещё не дошёл до 499, а поезд с номером 496 в итоге стал последним в серии. Нумерация составов ЭД4Э, как и ЭД4МКМ-АЭРО, снова начинается с 0001. Маркировка на лобовой части головных вагонов выполняется в формате, соответственно, ЭД4 XXXX (либо ЭД4-XXXX), ЭД4М XXXX, ЭД4МК XXXX, ЭД4МКу XXXX, ЭД4МКМ XXXX, ЭД4МКМ-АЭРО XXXX, где ХХХХ — номер состава (без указания номера вагона). Тип поезда наносится слева, а номер — справа от автосцепки (заводская маркировка на ЭД4 наносилась в формате ЭД4-XXXX единой надписью над автосцепкой). Каждый вагон состава получает свой номер, в котором первые цифры означают номер состава, последние две — номер вагона в составе. Маркировка с номерами вагонов выполняется под окнами посередине вагона и отличается добавлением двух цифр в конец (форматы ЭД4-XXXXYY, ЭД4М-XXXXYY и т. д., где YY — номер вагона). Вагоны Мп получают чётные номера (02, 04, 06, 08 и 10), вагоны Пг — 01 и 09, вагоны Пп — остальные нечётные (03, 05, 07, 09, 11). Например, маркировка первого вагона Пг электропоезда ЭД4М-0002 будет ЭД4М-000201; одного из вагонов Мп — ЭД4М-000204 и т. д.
В заводской маркировке электропоездов ЭД4М1 цифра 1 наносилась в верхнем индексе, однако после проведения перекрасок вагонов её маркировать перестали.
Также под лобовыми стёклами в центре (над номером) закреплялся логотип ДМЗ: на ЭД4 — начала 1990-х годов, на ЭД4М — конца 1990-х годов. Позже логотип завода устанавливать перестали, а на его месте стал появляться логотип оператора.

### Технические характеристики
Основные параметры электропоезда ЭД4М:
| Параметр                                   | Параметр                                   | Состав                  | Состав                  | Вагон                     | Вагон                                   | Вагон                                   |
| Параметр                                   | Параметр                                   | 11 вагонов              | 10 вагонов              | головной прицепной        | промежуточный моторный                  | промежуточный прицепной                 |
| ------------------------------------------ | ------------------------------------------ | ----------------------- | ----------------------- | ------------------------- | --------------------------------------- | --------------------------------------- |
| Осевая формула                             | Осевая формула                             |                         |                         | 2—2                       | 20—20                                   | 2—2                                     |
| Размеры                                    |                                            |                         |                         |                           |                                         |                                         |
| Основные размеры, мм                       | Длина по осям автосцепок                   | 242 700                 | 220 670                 | 22 100                    | 22 100                                  | 22 100                                  |
| Основные размеры, мм                       | Длина по кузову                            | —                       | —                       | 21 500                    | 21 500                                  | 21 500                                  |
| Основные размеры, мм                       | Ширина по кузову                           | 3480                    | 3480                    | 3480                      | 3480                                    | 3480                                    |
| Основные размеры, мм                       | Высота крыши от уровня рельс               | 4253                    | 4253                    | 4253                      | 4253                                    | 4253                                    |
| Основные размеры, мм                       | Высота оси головных автосцепок             | 1060                    | 1060                    | 1060                      | —                                       | —                                       |
| Основные размеры, мм                       | Высота оси промежуточных автосцепок        | 1120                    | 1120                    | 1120                      | 1120                                    | 1120                                    |
| Размеры ходовой части, мм                  | Шкворневая база вагона, мм                 |                         |                         | 15 000                    | 15 000                                  | 15 000                                  |
| Размеры ходовой части, мм                  | Колёсная база тележек, мм                  |                         |                         | 2400                      | 2600                                    | 2400                                    |
| Размеры ходовой части, мм                  | Диаметр новых колёс, мм                    |                         |                         | 957                       | 1050                                    | 957                                     |
| Размеры ходовой части, мм                  | Ширина колеи, мм                           | 1520                    | 1520                    | 1520                      | 1520                                    | 1520                                    |
| Массо-весовые характеристики               |                                            |                         |                         |                           |                                         |                                         |
| Масса тары, т.                             | Масса тары, т.                             | 558,5                   | 517                     | 45                        | 60,5                                    | 41,5                                    |
| Максимальная нагрузка от оси на рельсы, тс | Максимальная нагрузка от оси на рельсы, тс |                         |                         | 18,35                     | 21,41                                   | 18,35                                   |
| Пассажировместимость                       |                                            |                         |                         |                           |                                         |                                         |
| Общая вместимость, чел.                    | пригородный состав                         | ?                       | 3226                    | ?                         | ?                                       | ?                                       |
| Число сидячих мест                         | ЭД4М пригородный                           | 1204                    | 1088                    | 80                        | 116                                     | 116 (110 в вагоне с туалетом)           |
| Число сидячих мест                         | ЭД4М пригородный с широким туалетом        | 1172                    | 1056                    | 64                        | 116                                     | 116 (110 в вагоне с туалетом)           |
| Число сидячих мест                         | ЭД4М «спутник»                             | 808                     | 730                     | 53                        | 78                                      | 78                                      |
| Число сидячих мест                         | ЭД4МК экспресс                             | —                       | 779                     | 30 (1 класс) 56 (3 класс) | 60 (1 класс) 87 (2 класс) 114 (3 класс) | 52 (1 класс) 77 (2 класс) 102 (3 класс) |
| Тяговые характеристики                     |                                            |                         |                         |                           |                                         |                                         |
| Напряжение и род тока                      | Напряжение и род тока                      | 3000 В постоянного тока | 3000 В постоянного тока | 3000 В постоянного тока   | 3000 В постоянного тока                 | 3000 В постоянного тока                 |
| Мощность двигателей, кВт                   | базовой версии                             | 4700 (5×4×235)          | 4700 (5×4×235)          | —                         | 940 (4×235)                             | —                                       |
| Мощность двигателей, кВт                   | версии с № 0500                            | 5000 (5×4×250)          | 5000 (5×4×250)          | —                         | 1000 (4×250)                            | —                                       |
| Среднее ускорение до 60 км/ч, м/c²         | базовой версии                             | 0,62                    | 0,62                    | 0,62                      | 0,62                                    | 0,62                                    |
| Среднее ускорение до 60 км/ч, м/c²         | версии с № 0500                            | 0,70                    | 0,70                    | 0,70                      | 0,70                                    | 0,70                                    |
| Cкорость, км/ч                             | конструкционная                            | 130                     | 130                     | 130                       | 130                                     | 130                                     |
| Cкорость, км/ч                             | эксплуатационная максимальная              | 120                     | 120                     | 120                       | 120                                     | 120                                     |

### Сходные модели
У электропоездов семейства ЭД4 существуют конструктивные аналоги для линий переменного тока напряжения 25 кВ 50 Гц — семейство ЭД9, выпускавшееся также на ДМЗ примерно в тот же период:
- ЭД9Т — для модели ЭД4 (а также собственно ЭД2Т);
- ЭД9М — для модели ЭД4М (модернизированный вариант);
- ЭД9МК — для модели ЭД4МК (модернизированный вариант повышенной комфортности);
- ЭД9Э — для модели ЭД4Э (состав с энергосберегающим электрооборудованием).

## Конструкция

### Механическое оборудование

#### Кузов
Как уже было сказано выше, кузова вагонов базовой версии электропоезда (ЭД4) полностью идентичны кузовам вагонов электропоездов ЭД2Т и ЭР24.

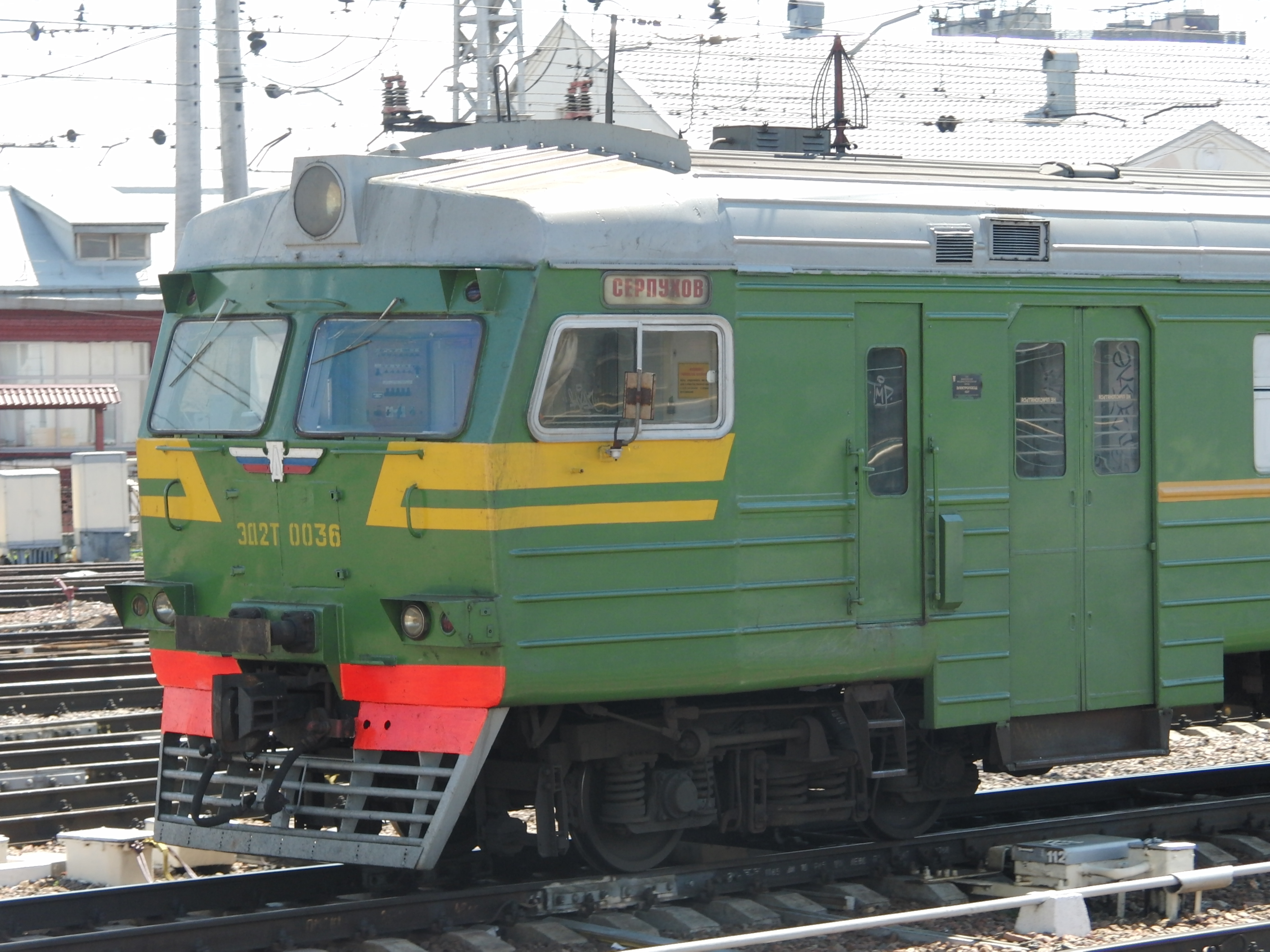
Кабина электропоезда ЭД2Т (заимствована для проекта ЭД4)

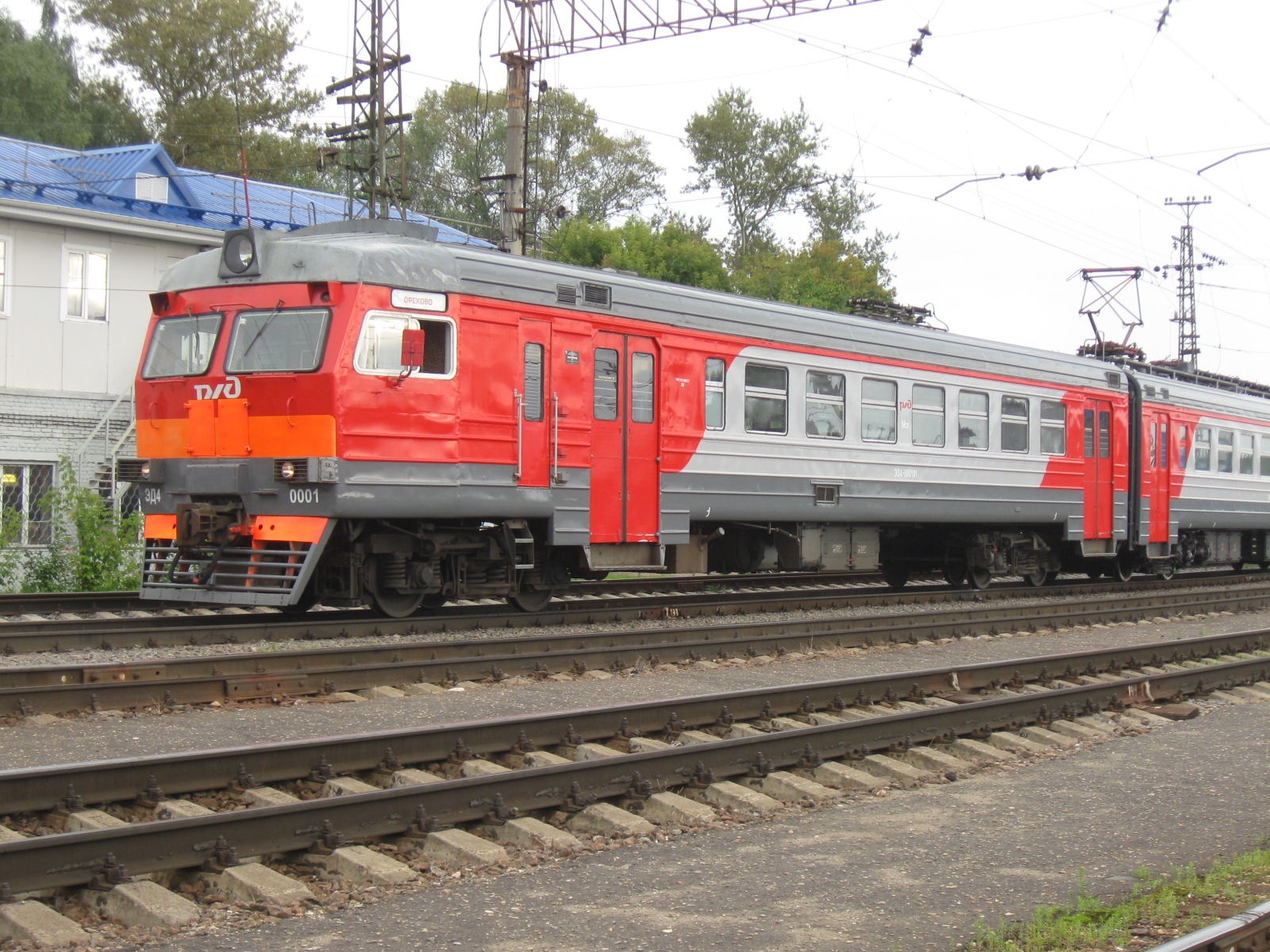
ЭД4-0001. Вагон ЭД4-000101 (Пг)

Лобовая часть головных вагонов электропоездов ЭД4 имеет почти плоскую форму, с небольшим прямым наклоном в верхней части на уровне лобовых стёкол, незначительным обратным наклоном от нижней кромки лобовых стёкол до уровня автосцепки и выступающими буферными фонарями. Она полностью аналогична лобовой части для ЭД2Т и является модифицированным вариантом кабины серийных электропоездов РВЗ (ЭР2, ЭР9П) поздних выпусков (после 1974 года). Основные внешние отличия кабины ЭД4/ЭД2Т от варианта 1974 года — заниженное расположение буферных фонарей, корпус прожектора с прямоугольным сечением вместо круглого, появление буферов над автосцепкой, увеличенная длина, другая конструкция поручней, установка общего защитного козырька над каждым блоком буферных фонарей вместо отдельных (над каждым фонарём); при этом были сохранены форма кабины и её стёкол, решётчатый метельник, расположение прожектора и форма буферных фонарей.
Конструкция остальной части кузова головного вагона, как и кузовов промежуточных, была в целом идентична конструкции для поездов-предшественников постройки РВЗ (ЭР2Р и ЭР2Т). Основное отличие — увеличенная до 21,5 м длина кузова (за счёт удлинения тамбуров и салона), а также наличие больших окон вместо малых у промежуточных вагонов. Соответственно увеличена и ширина дверного проёма тамбура. Окна и тамбуры вагонов расположены в следующем порядке. Выходы и окна вагона Пг расположены симметрично относительно продольной вертикальной плоскости. За тамбуром после кабины расположено по одному малому окну на каждом борту: справа — салонное, слева — окно санузла. Далее по обоим бортам следует ещё подряд по семь больших окон перед вторым тамбуром. Выходы и окна промежуточных вагонов (Мп и Пп) также расположены по обоим бортам друг против друга, причём симметрично как относительно продольной, так и поперечной вертикальных плоскостей (десять больших окон между двумя тамбурами). Выходы из вагона выполнены двухсторонними и комбинированными, то есть возможна эксплуатация как с высокими, так и с низкими платформами.
Появившиеся в 1997 году электропоезда ЭД4М (ранних выпусков) имели целый ряд конструктивных отличий от ЭД4 (главным образом в области кабины машиниста и оформления салона):
- увеличены размеры лобовых стёкол кабины;
- применены стеклоочистители пантографного типа с электроприводом;
- установлен прожектор уменьшенных размеров с более эффективным отражателем;
- внедрены утопленные в корпус кабины буферные фонари большей площади и более современного дизайна;
- кабина машиниста имеет улучшенную планировку, повышенные теплоизоляционные показатели и отделку трудногорючим пластиком;
- на всех вагонах установлены дискретные устройства контроля скольжения (позже они были сняты);
- установлена электронная система сигнализации о возгораниях и неисправностях;
- в кабине машиниста установлен дисплей для индикации сигналов системы пожарной сигнализации и информации о неисправностях вагонов поезда;
- установлено новое кресло машиниста повышенной вибробезопасности;
- в салонах вагонов применены новые отделочные негорючие материалы;
- окна салонов выполнены с применением герметичных стеклопакетов с тонированными наружными стёклами;
- в салонах установлены люминесцентные светильники с высокочастотными преобразователями (на предыдущих поездах и некоторых поездах ЭД4М были установлены лампы накаливания);
- над входными дверями салонов установлены информационные табло, информация дублируется с помощью синтезатора речи.

До появления ЭД4М поздних выпусков в конструкцию кузова вносились некоторые изменения. Например, начиная с ЭД4М-0163 (выпуска 2006 года) увеличились и сместились вентиляционные решётки над входными дверями.
С января 2007 года на поезда ЭД4М, за исключением первого в этом году ЭД4М-0181 (то есть с номера 0182 включительно), стали устанавливать новую облицовку салона, звукоизоляцию и новые герметичные стеклопакеты (окна фирмы «Спецтехнологии»).
С 2009 года лобовая часть маски кабины головных вагонов стала оснащаться дополнительными подножками и поручнями. Такую конструкцию поручней получили электропоезда с номера 0271, за исключением поездов с номерами 0272—0274. Начиная с номера 0276, вместо угловатых поручней ниже уровня стекла стали устанавливаться более тонкие поручни с округлым сечением, оснащённые горизонтальными подножками.
У электропоездов с номерами 0343, 0345, 0346 и 0349 окна внешних тамбурных дверей имели вид прямоугольной трапеции, расположенной наклонной стороной вниз.
Вагоны состава ЭД4М ранних выпусков до изменения вентиляционных решёток (на примере ЭД4М-0055)

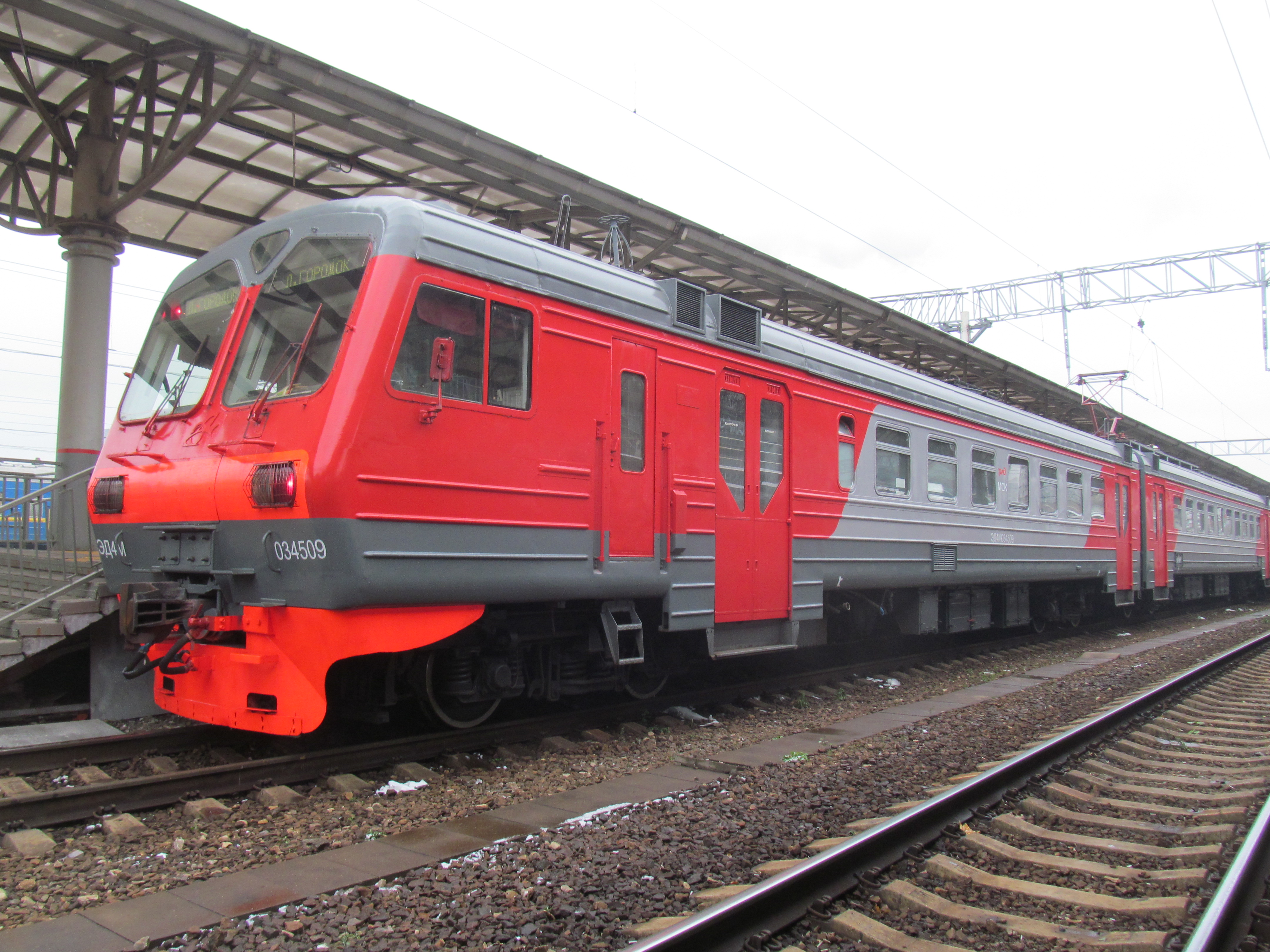
ЭД4М-0345 (раннего выпуска) с трапециевидными окнами входных дверей

Вагоны состава ЭД4М ранних выпусков после перехода на новые вентиляционные решётки и окна (на примере ЭД4М-0273)
Первые представители ЭД4М поздних выпусков появились в 2009 году. Это два электропоезда повышенной комфортности (номера 0294 и 0298), которые были оснащены новым типом дверей, межвагонных переходов и сцепных устройств по аналогии с ранее выпущенными электропоездами ЭД4МКМ-АЭРО, а также кондиционерами и другими буферыми фонарями. На этих электропоездах установлены наружные прислонно-сдвижные двери с блоком автоматического управления, рассчитанные только на высокие платформы. Между вагонами установлены герметичные межвагонные переходы типа «гармошка» со сквозным проходом без межтамбурных дверей, которые обеспечивают беспрепятственный и удобный переход из одного вагона в другой, а также наряду с дверьми повышают герметичность вагона, обеспечивая повышенную тепло- и шумоизоляцию и полную защиту от атмосферных осадков и сквозняков во время движения. Одно из наиболее значимых нововведений по сравнению с ранним выпуском состоит в том, что вместо обычных автосцепок СА-3 и буферов между вагонами установлены беззазорные сцепные устройства БСУ-ТМ, обеспечивающие беззазорное жёсткое сцепление вагонов, благодаря которому удаётся существенно снизить динамические нагрузки при движении поезда и улучшить плавность хода. Однако это привело к тому, что вагоны этих составов стали несовместимы с ЭД4М ранних выпусков.
Следующий, третий по счёту, состав поздних выпусков был построен в 2010 году и получил номер 0350. Это был дополнительный вариант, отличавшийся от построенных в 2009 году наличием комбинированных выходов (двери также были прислонно-сдвижного типа).
Впоследствии с 2010 года электропоезда поздних выпусков с дверями как для высоких, так и для низких платформ стали выпускаться отдельными партиями (параллельно с поездами ранних выпусков); в зависимости от заказа часть поездов оснащена выходами на высокие платформы, часть — комбинированными выходами.

С 2010 года в салонах вагонов устанавливается система кондиционирования воздуха с раздельным управлением отопления и охлаждения. Это позволяет в автоматическом режиме поддерживать заданную температуру в салонах вагонов. В тамбурах используется отдельная система принудительной вентиляции. Окна на новых электропоездах также претерпели изменения: начиная с номера 0362 форточки для проветривания открываются под бо́льшим углом, что способствует увеличению потока свежего воздуха, попадающего в салон. В то же время ЭД4М-0362 стал первым электропоездом, имевшим корпоративную окраску РЖД уже с завода (вагоны следующих составов окрашивались также в цвета РЖД, либо в окраску ЦППК). В вагонах устанавливались современные кресельные блоки.
Вагоны состава ЭД4М поздних выпусков с выходами на высокие платформы (на примере ЭД4М-0405)
Вагоны состава ЭД4М поздних выпусков с комбинированными выходами (на примере ЭД4М-0390)
В 2012 году модернизация ЭД4М поздних выпусков продолжилась. Так, уже со второго поезда ЭД4М этого года (номер 0401 включительно) вентиляционные решётки над тамбурами стали выполняться практически не выступающими за профиль крыши. Интересный факт: уже после номера 0401 были выпущены ЭД4М с номерами 0404, 0410, 0411 и 0416, которые стали последними поездами ранних выпусков; это нововведение их не коснулось, однако все эти поезда имели буферные фонари, внедрённые на ЭД4М поздних выпусков (вариант 2009 года). В апреле 2012 года (с номера 0406 включительно) внедрена новая маска кабины машиниста, которая стала применяться на всех последующих поездах ЭД4М поздних выпусков (параллельный выпуск поездов ранних выпусков продолжался до номера 0416 включительно, построенного в июле того же года). Особенностью новой маски стали блоки буферных фонарей наклонной формы, более длинный (объединённый) цифровой маршрутный указатель и упрощённая конструкция лобового стекла. Аналогичные кабины используются и на большинстве электропоездов ЭД9Э.
Все ЭД4М, произведённые с октября 2013 года для ЦППК, имели некоторые отличия от выпускавшихся параллельно для РЖД. Первые восемь составов (номера 0444 — 0447, 0451 — 0453 и 0455) формировались из вагонов, каждый из которых был оснащён тамбурами с разными типами выходов (один тамбур оборудовался комбинированными выходами, а другой — только под высокие платформы).
Вагоны состава ЭД4М поздних выпусков с изменённой маской кабины и различными типами выходов (на примере ЭД4М-0444)
Для всех остальных ЭД4М заказа ЦППК (с июля 2014 года, с номера 0457 включительно) была возвращена обычная схема тамбурных выходов (то есть все выходы под высокие платформы), но они все выпускались с изменённой планировкой головного вагона. Внешне такие вагоны можно было отличить по изменённой схеме расположения пассажирских окон. Начиная от головного тамбура (для каждого борта), сначала расположено большое окно (вместо малого), затем промежуток без окон и шесть больших окон подряд до другого тамбура. Остальные составы (для РЖД; номера 0448 — 0450, 0454, 0456, 0459, 0462, 0465, 0469, 0472, 0478, 0481, 0494 — 0496) выпускались параллельно с изменёнными поездами и имели стандартную планировку головного вагона и одинаковые тамбурные выходы (для последних трёх поездов — комбинированного типа, для остальных — на высокие платформы).
Вагоны состава ЭД4М поздних выпусков с изменённой планировкой вагона Пг и выходами на высокие платформы (на примере ЭД4М-0482)

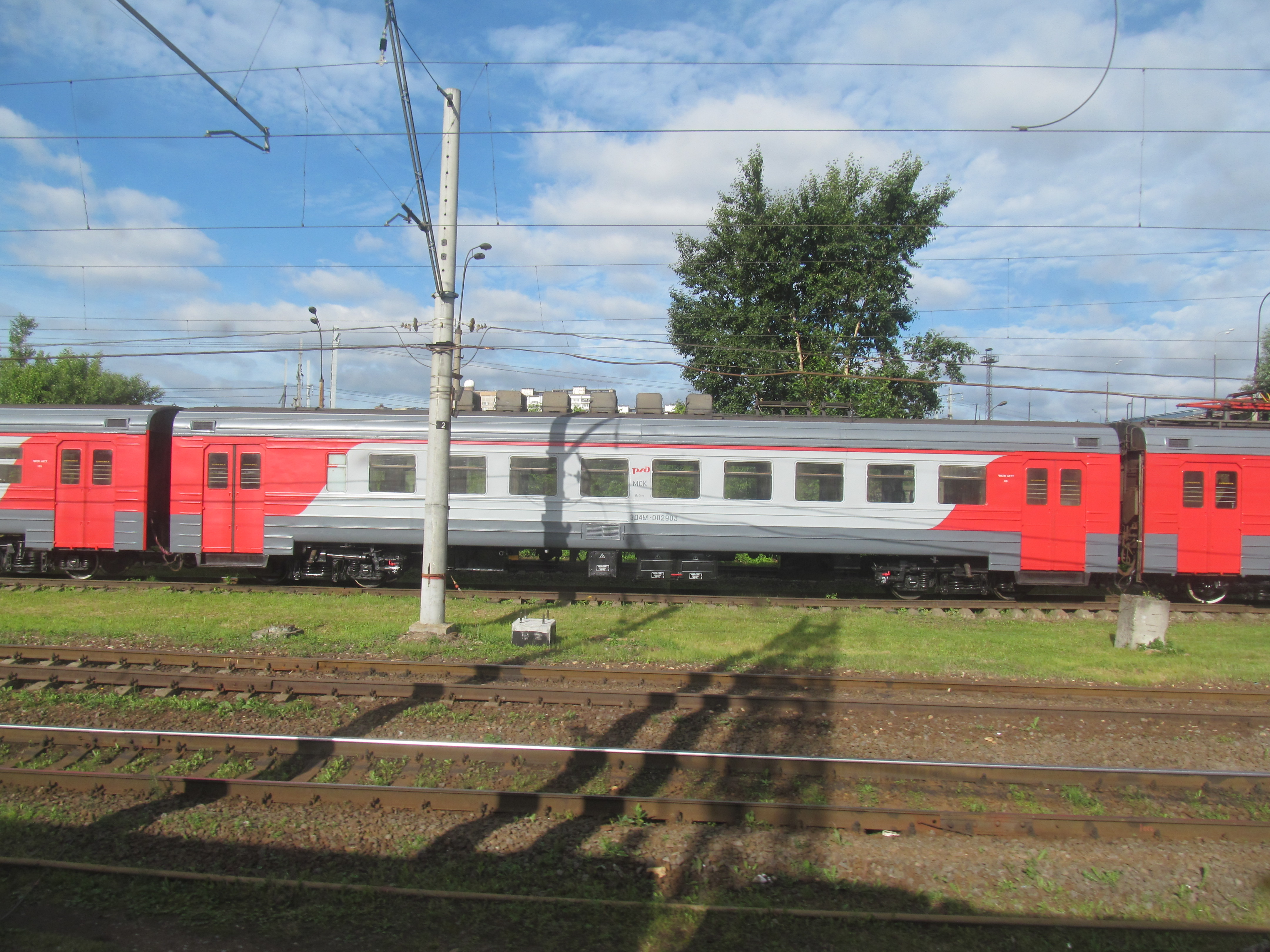
ЭД4МК-0029. Вагон Пп ЭД4М-002903 (бывший ЭД4МК-002903)

Что касается ЭД4МК и экспериментального ЭД4Э, то кузова их вагонов в целом аналогичны ЭД4М первых партий ранних выпусков (с которыми они выпускались параллельно). Единственным видимым отличием являлось наличие малого окна вместо большого в вагоне Пп ЭД4МК (при этом только на одном борту). При выпуске с завода здесь предположительно располагались санузлы, которые в случае переоборудования электропоезда в пригородный заменялись дополнительными сиденьями. Вагоны ЭД4МК имели систему кондиционирования воздуха, которая не ставилась на первых ЭД4М и может отличаться от установленной на ЭД4М позже.
Оба электропоезда ЭД4МКу, по сравнению с базовой моделью ЭД4МК, оснащены новыми кабинами машиниста, напоминающими кабины от ЭР2-К/ЭМ2, разработанные рижской фирмой RPM-RRA. По сравнению с последними изменён наклон передней панели и лобовых стёкол. Вагоны оборудованы дверями прислонно-сдвижного типа. Большинство из них рассчитано на высокие платформы; исключение для каждого состава составляет вагон с номером 11 (соответственно 015111 и 015311), имеющий комбинированные выходы.
Электропоезд ЭД4МКМ-0155 также оснащён дверями прислонно-сдвижного типа, но сильно отличается от предыдущих вариантов в области экстерьера и интерьера. В области корпусов вагонов внедрён ряд новых конструктивных решений:

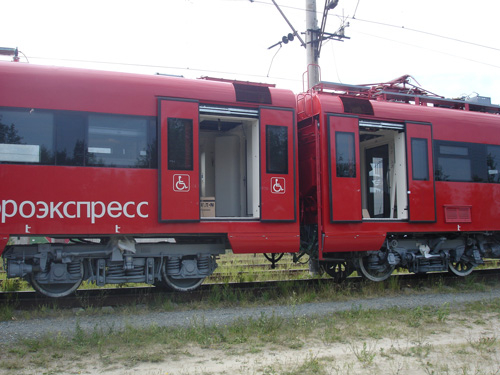
Сцеп прицепного (слева) и моторного (справа) вагонов электропоезда ЭД4МКМ-АЭРО с открытыми прислонно-сдвижными дверями

- гладкий негофрированный кузов с повышенной противокоррозионной защитой;
- новая лобовая часть головного вагона современной обтекаемой формы;
- крыша с гладкими свесами (до четвёртого гофра);
- двухстворчатые наружные прислонно-сдвижные двери, обеспечивающие герметичность вагона с выходом на высокие платформы;
- установка подвагонных декоративных щитков (фальшборта);
- беззазорное межвагонное сцепное устройство типа БСУ-ТМ;
- межвагонные переходы баллонного типа с низким уровнем пола, в перспективе, с герметичными межвагонными переходами производства фирмы «Hubner» (Германия);
- кабина машиниста, оборудованная унифицированным пультом управления;
- оборудование системой кондиционирования (на крыше смонтированы внешние блоки).

Вариант ЭД4МКМ-АЭРО — дальнейшее развитие ЭД4МКМ, отличающееся от последнего межвагонными переходами (выполнены герметично в виде гармошки), а также планировкой и оборудованием салонов.
Вагоны состава ЭД4МКМ-АЭРО (на примере ЭД4МКМ-АЭРО-0001)
Отдельно следует сказать о варианте ЭД4М с номера 0500. Первый образец такого поезда появился в 2011 году, уже после создания ЭД4М поздних выпусков и незадолго до появления ЭД4М поздних выпусков с новой маской кабины (см. выше). По сути, это также ЭД4М поздних выпусков, но сертифицированный с отдельным обозначением. Как уже было сказано ранее, он отличается от них совершенно иной кабиной машиниста обтекаемой формы и гладкими бортами вагонов, имеющими большое сходство с бортами у ЭД4МКМ(-АЭРО).

#### Тележки
Под вагоны Мп электропоездов серии подкатываются моторные тележки модели 81-302 (исполнение 302.30.00.000) производства самого ДМЗ, под вагоны Пг и Пп — немоторные (бегунковые), исполнения 304.30.00.000 (ОАО «Центросвармаш»).
Моторная тележка имеет передаточное число редуктора 3,41 и максимальную массу 15 250 кг. Номинальная масса немоторной тележки 7200 кг. Основные размеры тележек приведены выше.

### Электрооборудование

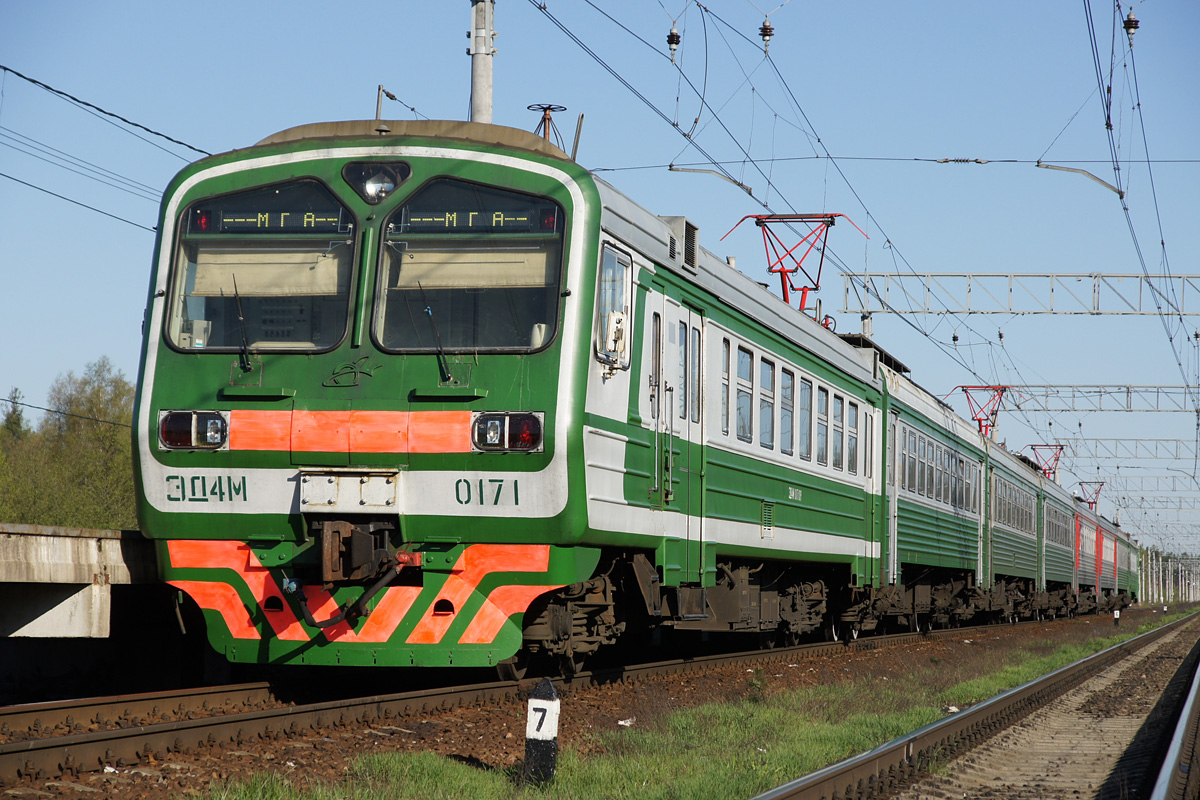
Серия ЭД4 совместима с рядом других серий. Состав ЭТ2М с вагонами Пг ЭД4М

Как уже было сказано выше, электродвигатели первых образцов серии были изготовлены АО «Сибстанкоэлектропривод», остальное электрооборудование — НЭВЗ. Однако уже при испытаниях опытного ЭД4-0001 быстродействующие выключатели БВ-11 не отвечали нормативным условиям по отключаемой мощности, поэтому бо́льшая часть испытаний проводилась после их замены выключателями БВП-105А производства РЭЗ. Впоследствии, после выпуска и начала эксплуатации первых составов, ввиду поступления многих нареканий эксплуатирующих организаций на комплектующие обеих российских фирм, были построены три электропоезда ЭД4М1 (ЭД2М) с успевшим зарекомендовать себя комплектом электрооборудования РЭЗ.
Некоторые из далее построенных электропоездов ЭД4М также комплектовались электрооборудованием РЭЗ, однако цифра 1 после буквы М уже не ставилась. С 1999 года ДМЗ выпускал составы ЭД4М с ТЭД производства АО «Электросила», а с 2001 года — ещё и с аналогичными рижским быстродействующими выключателями (также производимыми АО «Электросила»).
Установка на ЭД4М с 2011 года системы обеспечения микроклимата потребовала модернизации комплекта электрооборудования. НЭВЗ начал модернизацию своего комплекта, а ДМЗ на некоторое время пользовался услугами РЭЗ. При создании в этом же году модификации «ЭД4М с № 0500» для питания системы микроклимата, цепей освещения и прочего вспомогательного оборудования был применён преобразователь собственных нужд ПСН80 У1 производства ООО «Трансконвертер». Также ЭД4М с № 0500 оборудованы энергосберегающим комплектом электрооборудования, аналогичным оборудованию ЭТ2ЭМ и ЭП2Д.
В апреле 2015 года ДМЗ получил модернизированный комплект НЭВЗ, который установили на электропоезд ЭД4М-0489. По состоянию на начало июля 2015 года данный состав проходил пусконаладочные и приёмо-сдаточные испытания на территории ДМЗ и до начала осени прибыл для сертификационных испытаний на экспериментальное кольцо ВНИИЖТ. После выпуска ЭД4М-0489 было построено лишь небольшое количество составов серии (ЭД4М с номерами от 0482 до 0488 и от 0490 до 0496 включительно). Точные сведения об установленном на них электрооборудовании не обнаружены.

### Интерьер вагонов

#### Пассажирский салон
Интерьер вагонов базовой версии (ЭД4) в принципе не отличался от интерьера вагонов предшественника (ЭД2Т). В свою очередь, интерьер пассажирского салона для ЭД2Т в целом аналогичен салону вагонов поездов ЭР2Т и прочих серийных пригородных электропоездов РВЗ постоянного тока тех лет (с момента перехода на сиденья-диваны с кожзаменителем); основное отличие состоит в размерах крайних окон.
При переходе к ЭД4М (ранних выпусков) некоторые изменения коснулись и пассажирского салона. Над внутренними тамбурными дверями появились светодиодные матричные индикаторы, на которые могла выводиться заложенная в память информация для пассажиров. Потолочные светильники стали длиннее и получили люминесцентные лампы с высокочастотными преобразователями. Уже на первом образце (ЭД4М-0002) появились кондиционеры пассажирского салона, которые однако в дальнейшем устанавливались не на все поезда ЭД4М. Вагоны состава ЭД4М-0084 получили потолочные светильники, сведённые в две световые линии, а также сиденья-диваны с тканевой обивкой, разделённые на отдельные посадочные места. Начиная с ЭД4М-0140, появились оконные стёкла без форточек (по одному окну с каждого борта вагона), которые являлись аварийными выходами. Начиная с ЭД4М-0163, появилось калориферное отопление. Как уже было сказано ранее, ЭД4М-0182 первым получил новую облицовку салона, звукоизоляцию и новые герметичные стеклопакеты. Это были окна производства фирмы «Спецтехнологии» с форточками уменьшенной высоты и открытием вовнутрь под углом 45°. Далее следовали и другие изменения в салоне. Некоторые вагоны (например, ЭД4М-0226) выполнялись внутри аналогично самым первым ЭД4М, но со светильниками в виде двух световых линий, как в ЭД4М-0084, и облицовкой стен по типу ЭД4М-0182. Позже стали появляться световые линии полукруглого сечения (прошлые варианты имели сечение в виде трапеции).
С 2011 года салоны серийных электропоездов получили ряд технических новшеств, которые ранее применялись только на поездах повышенной комфортности для экспрессных маршрутов. В верхней части потолка вагонов вместо отдельных светильников монтируется непрерывная световая линия, которая обеспечивает равномерное освещение помещений без эффекта «мерцания ламп». В модулях световой линии, кроме источников освещения, располагаются громкоговорители и датчики пожароохранной сигнализации. В салонах и тамбурах для повышения безопасности пассажиров стали устанавливаться камеры видеонаблюдения, которые, помимо ведения непрерывной видеозаписи с целью фиксации происшествий, при необходимости позволяют машинисту отслеживать происходящие события в режиме реального времени через специальный монитор на пульте управления.
Начиная с ЭД4М-0352, было введено регулярное снабжение вагонов кондиционерами. Серьёзно изменилось оформление салона, начиная с ЭД4М-0362 (одновременно этот состав стал первым, поставленным в корпоративной окраске РЖД). Диваны были разделены на отдельные места, выполненные в виде дерматиновых вставок, а спинки выполнены с подголовниками, являющимися их продолжениями. Высота форточек на этот раз увеличилась; на них же появились новые замки. Существенно изменились багажные полки. Светильники снова были выполнены в виде двух световых линий. Такое исполнение салона перешло и на выпускавшиеся параллельно ЭД4М поздних выпусков.
С 2013 года электропоезда стали оснащаться усовершенствованной системой видеонаблюдения, а кабины машиниста оборудоваться видеорегистраторами. На ряде электропоездов ЭД4М, выпущенных специально по заказу Центральной пригородной пассажирской компании (начиная с номера 0444), на крышах головных вагонов по бокам от кондиционера со стороны без кабины стали монтироваться внешние видеорегистраторы, позволяющие машинисту при необходимости контролировать состояние крышевого оборудования, а также отслеживать действия пассажиров, проезжающих на крыше электропоезда.
Электропоезда выпуска не ранее 2014 года, имеющие места для провоза велосипедов, улучшенные сиденья, систему климат-контроля, экологические туалеты и ряд других улучшений, выделены ОАО «Центральная ППК» в категорию обслуживания «Стандарт плюс» (туда же включены аналогичные по оснащению салона электропоезда ЭП2Д этой компании).

Салоны вагонов ЭД4М первых выпусков без доработок
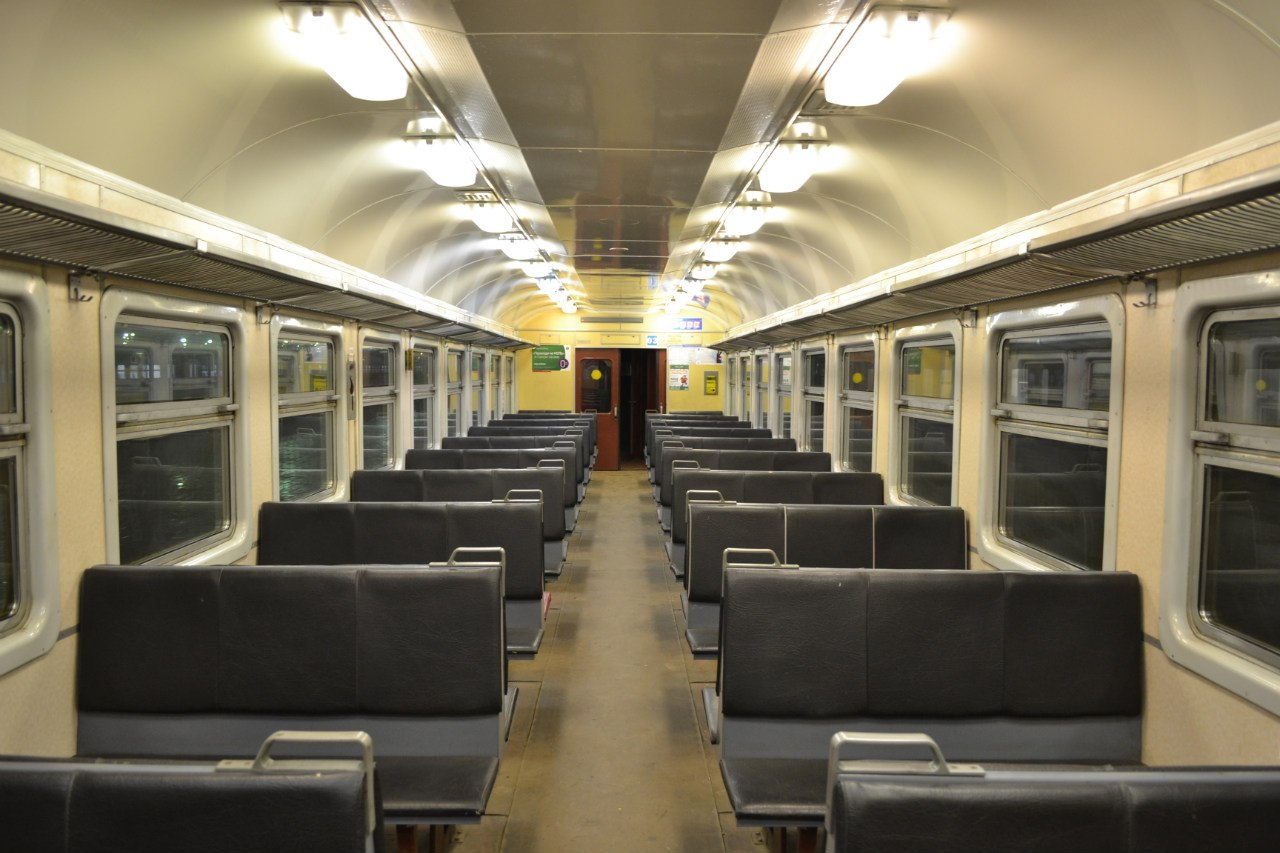
Вагон ЭД4М-010203 (подробности)
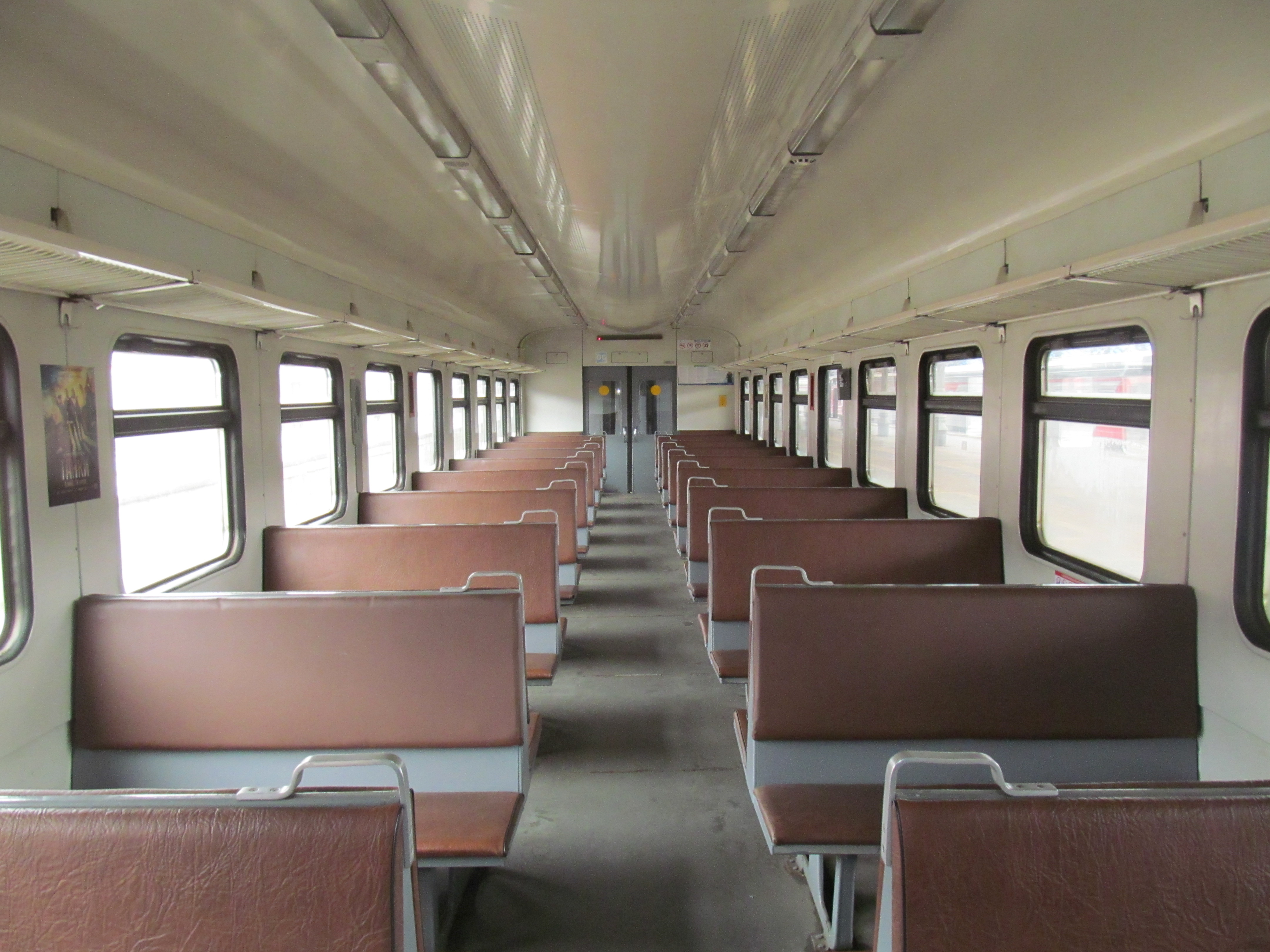
Вагон ЭД4М-022606 (подробности)
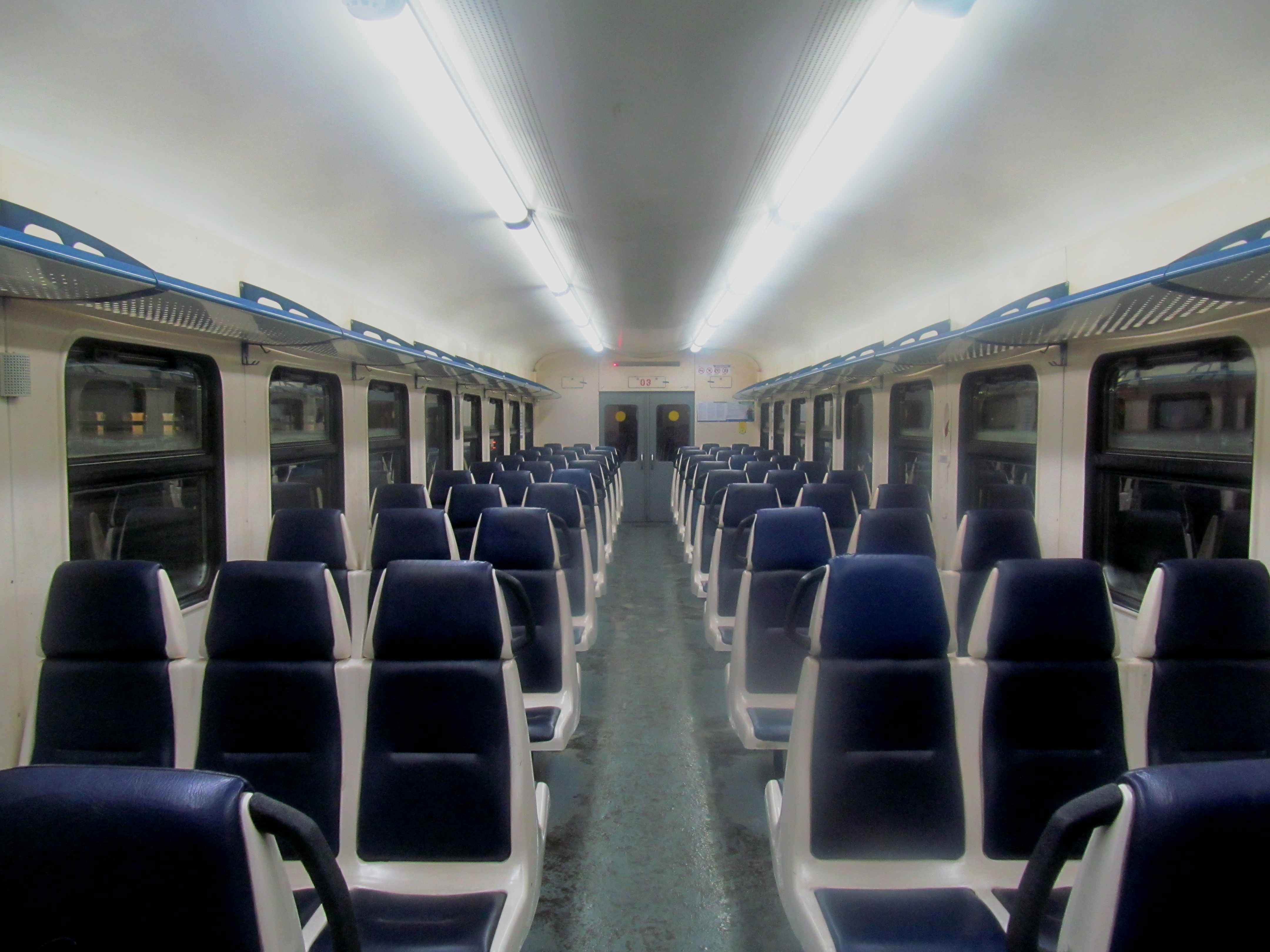
Вагон ЭД4М-037203 (подробности)

Салоны вагонов ЭД4М первых выпусков, полученные в результате послезаводских доработок
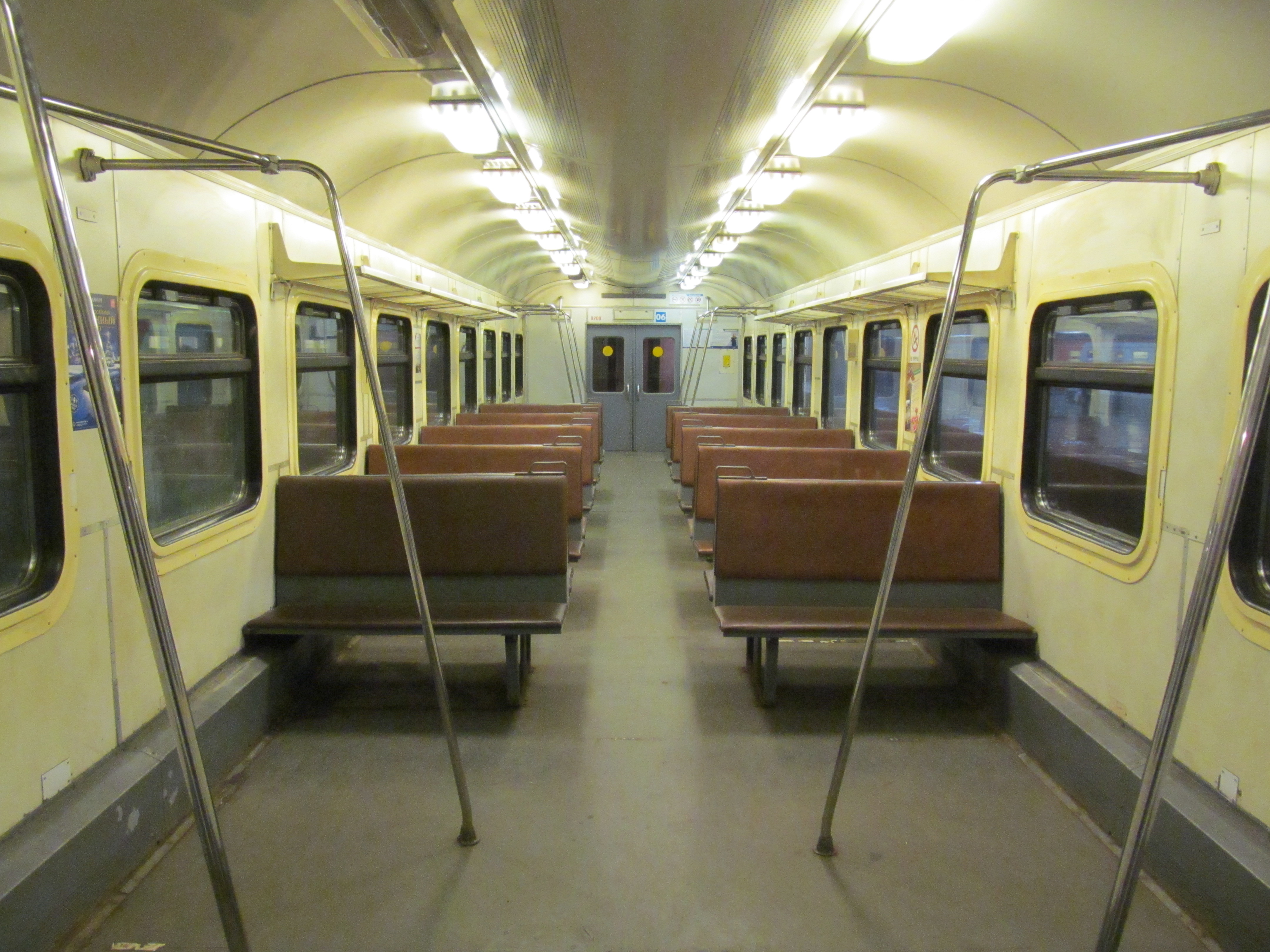
Вагон ЭД4М-020006 (подробности)
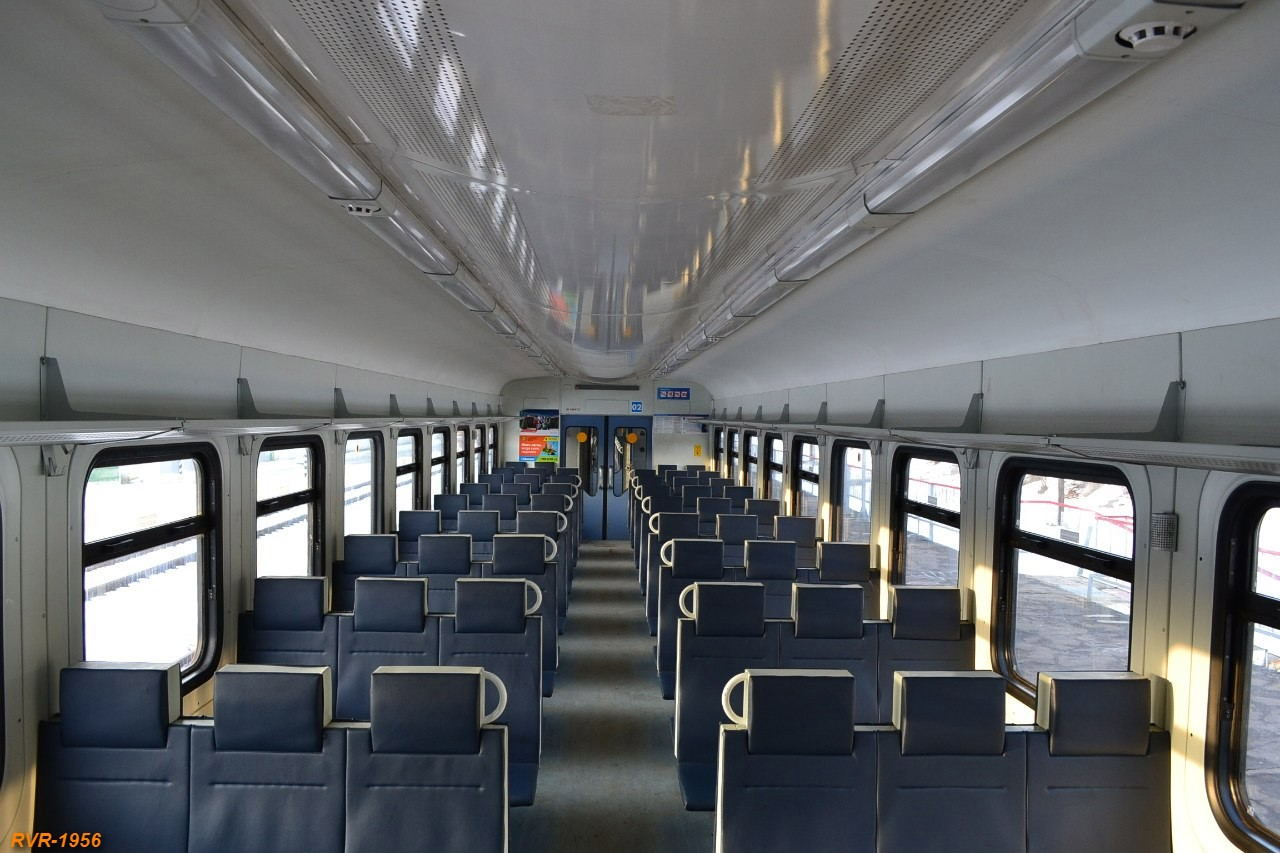
Вагон ЭД4М-027002 (подробности)
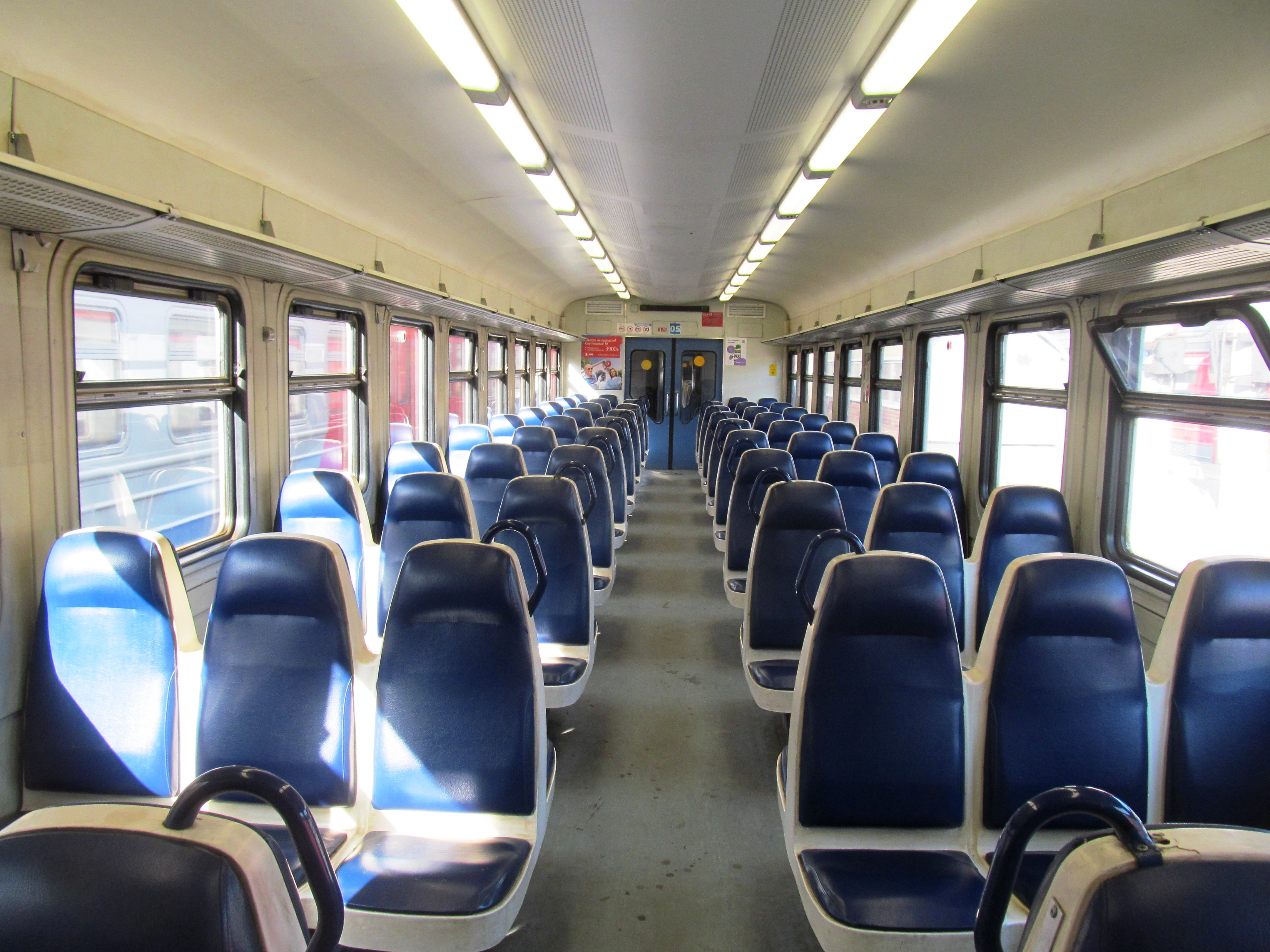
Вагон ЭД4М-015805 (подробности)
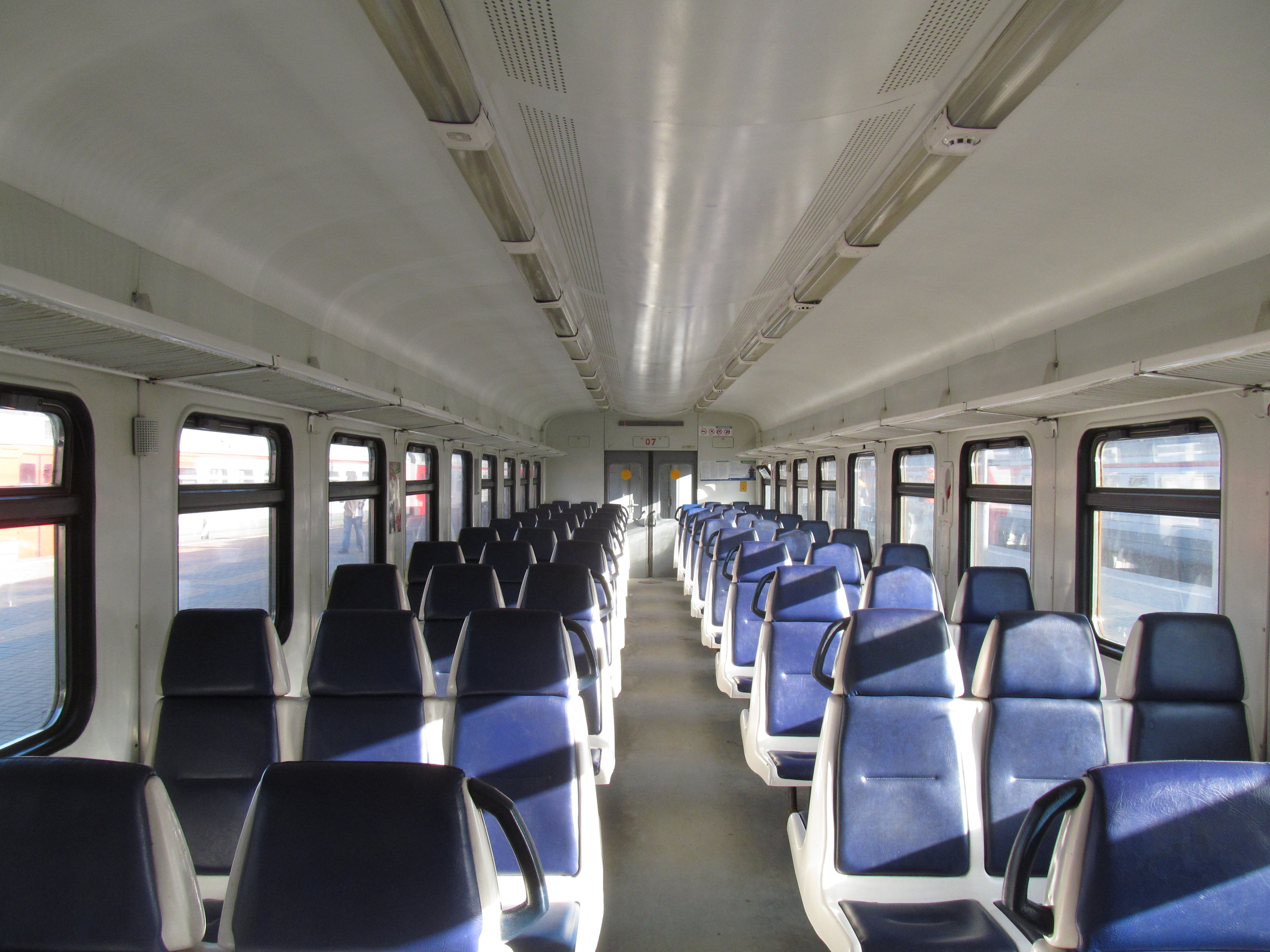
Вагон ЭД4М-027407 (подробности)

Салоны вагонов ЭД4М поздних выпусков (экспресс-варианты)
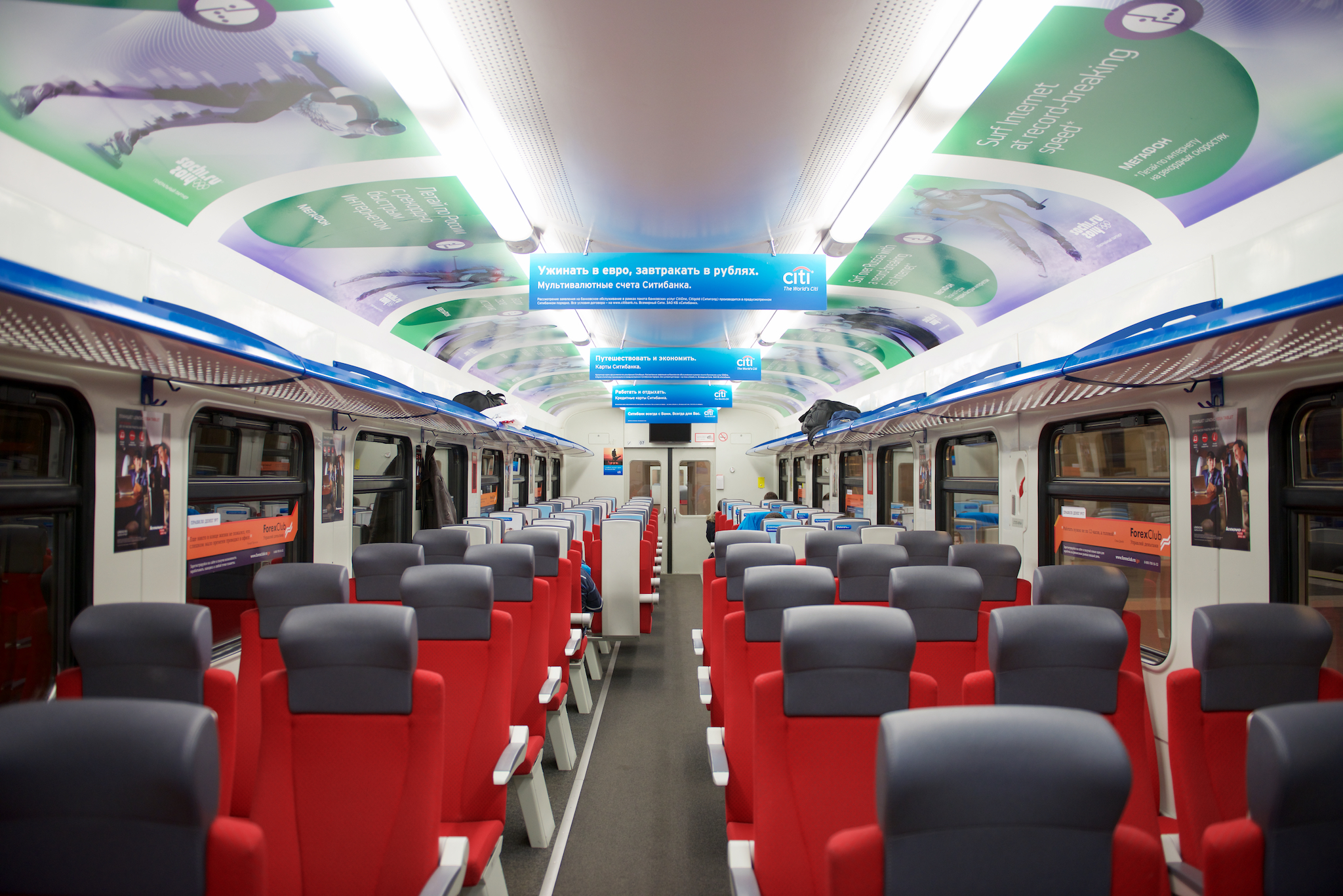
Вагон состава ЭД4М 2 класса оператора ООО «Аэроэкспресс»
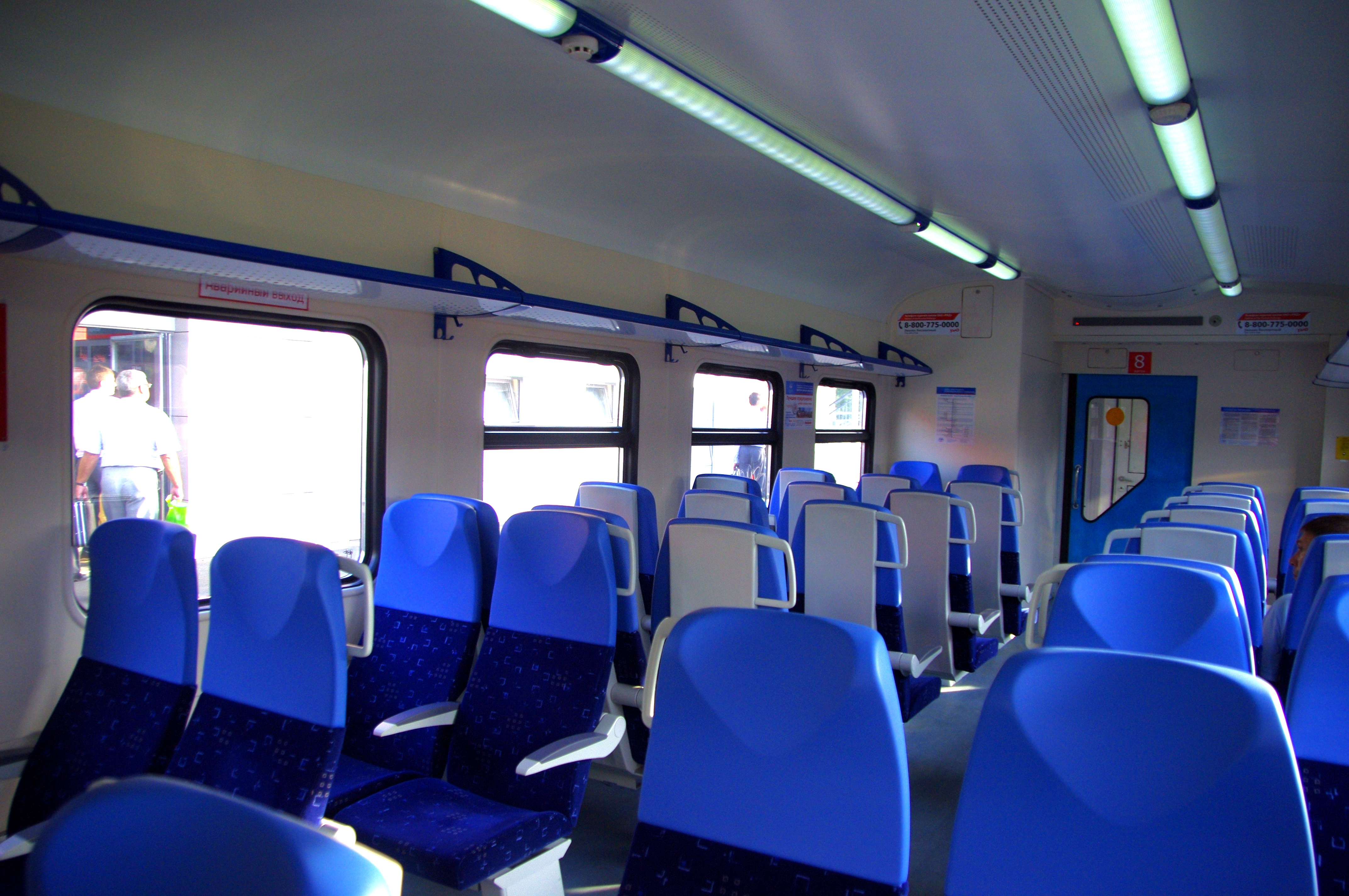
Вагон состава ЭД4М-0391 с мягкими креслами (для экспрессов и ускоренных поездов)
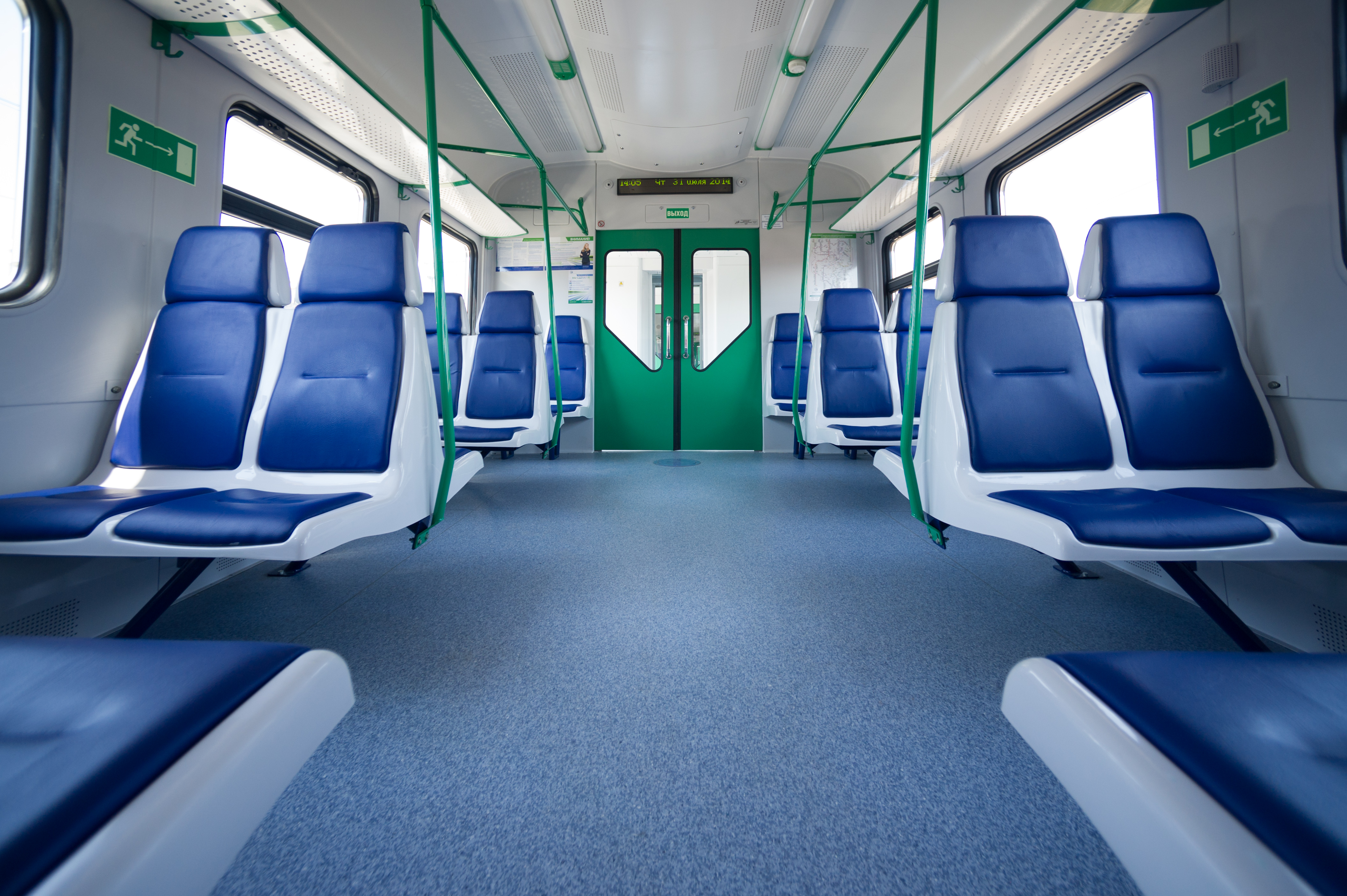
Вагон состава ЭД4М-0458 с накопительными площадками для стоящих пассажиров

Салоны вагонов ЭД4МК имеют следующее оснащение:
- В вагонах 1 класса установлены мягкие 2-местные кресла в два ряда по схеме 2 + 2, между креслами — столики. В салонах имеются телевизоры с видеоплеерами.
- В вагонах 2 класса мягкие 2- и 3-местные кресла установлены в два ряда по схеме 2 + 3. В спинках кресел встроены откидные столики. В салонах имеются телевизоры с видеоплеерами.
- В вагонах 3 класса установлены 3- и 2-местные полумягкие диваны (такие же, как и в электропоезде ЭД4М).
- В каждом вагоне установлены мусоросборники — по одному в тамбуре и барах-буфетах.
- В двух прицепных вагонах 1 и 2 класса предусмотрены бары-буфеты с оборудованием, обеспечивающим приготовление чая, кофе, хранения и подогрева пищи.

Вне зависимости от класса стены вагонов внутри отделаны одинаковым пластиком и оборудованы такими же надоконными полками для багажа и светильниками, как и в ЭД4М.
В головных и прицепных вагонах были установлены экологически чистые туалеты.
В центральных проходах вагонов 1 и 2 классов между креслами уложено ковровое покрытие, на окнах салонов вагонов предусмотрены раздвижные шторки, окна тонированы. В головных и прицепных вагонах имеются купе проводника с холодильником и шкафчиком для хранения аптечки и инвентаря, в вагонах с барами предусмотрены служебные помещения с холодильником.

Салоны вагонов ЭД4МК
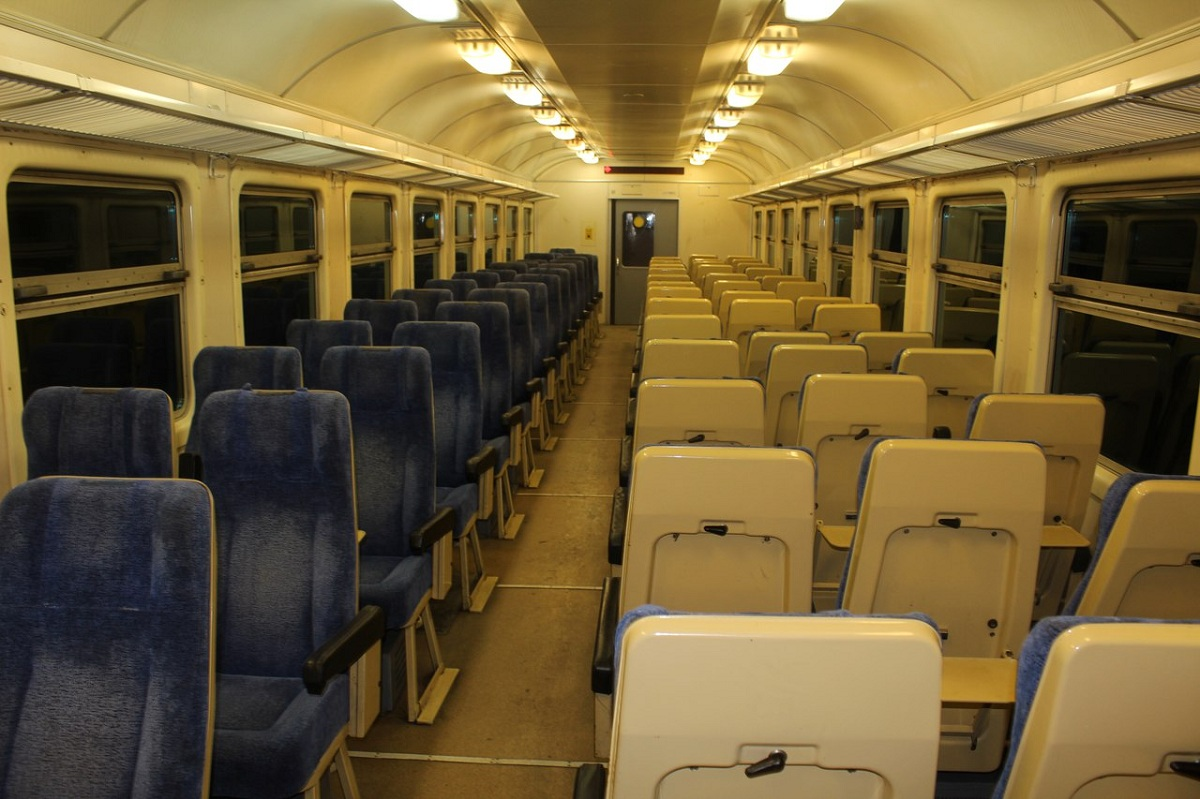
Вагон ЭД4МК-011108 (2 класса)
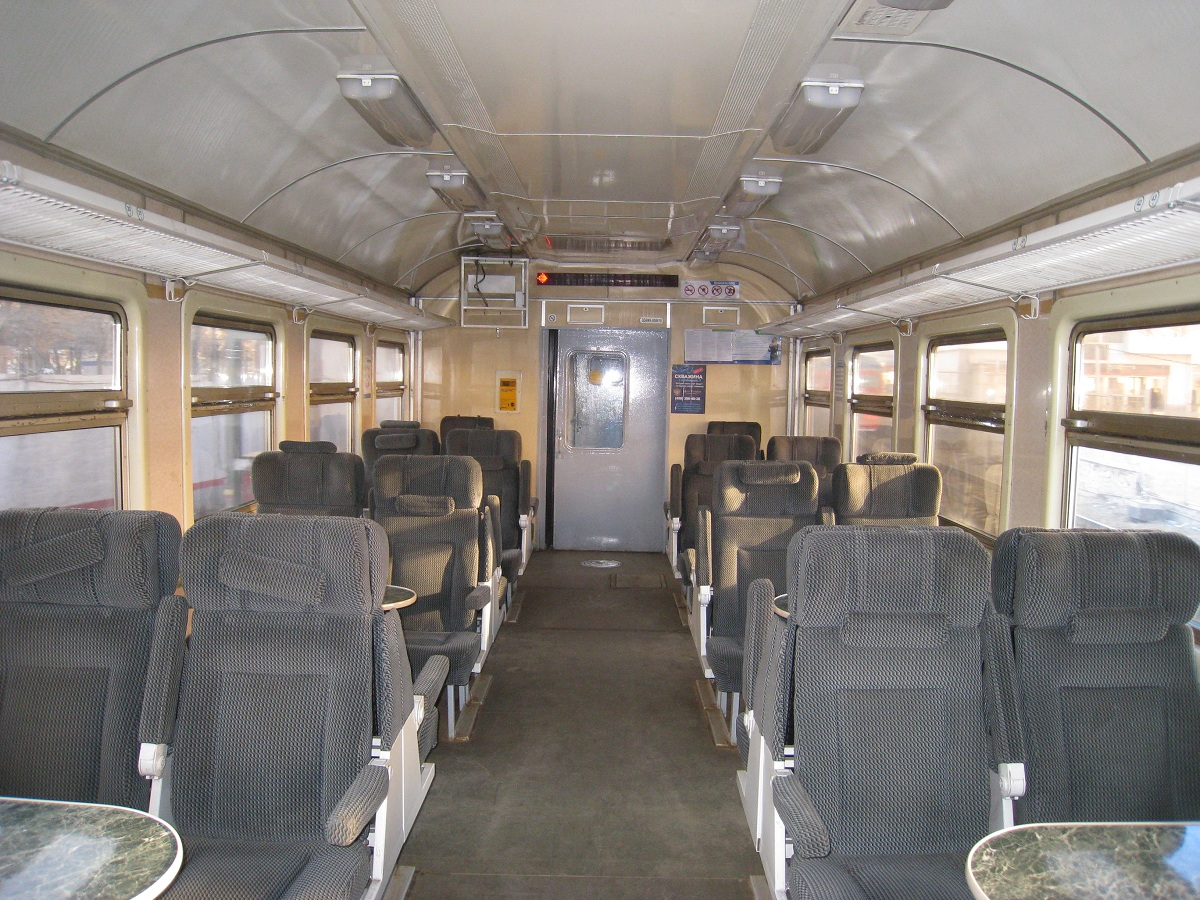
Вагон ЭД4МК-008910 (1 класса)
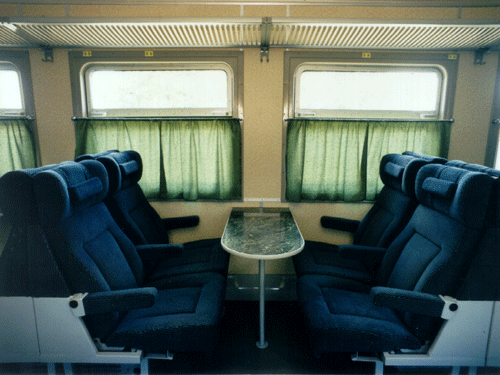
Сиденья и их столик в вагоне 1 класса
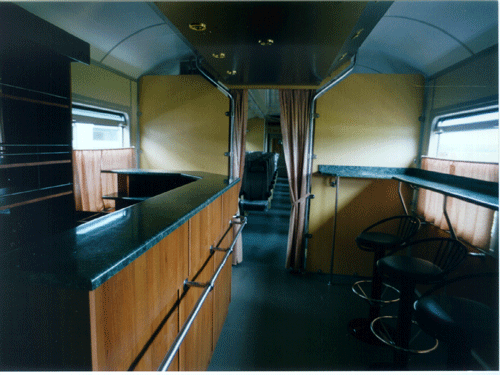
Вагон-бар

Салоны вагонов единственного состава ЭД4МКМ имели следующие особенности (до переделки):
- салоны вагонов 1, 2 и 3 классов;
- интерьер салонов:
  - боковые панели выполнены из стеклопластика;
  - потолок — металлический, окрашен порошковой краской;
  - багажные полки со стеклянным полотном, типа «Юкова» (Финляндия)[32];
  - кресла пассажирские — 1, 2, 3 класса, типа «РикаСитс» (Финляндия)[32];
  - светильники — типа «световая линия», типа «Текноварэ» (Финляндия)[32];
- один прицепной вагон оснащён баром;
- оконные блоки с тонированными стеклопакетами и межоконными декоративными элементами остекления вклеены заподлицо друг с другом и заподлицо с гладкой поверхностью боковой стены вагона;
- обеспечено кондиционирование салона;
- система отопления — калориферная с рециркуляцией воздуха и автоматической системой регулирования температуры;
- установлена охранная сигнализация поезда;
- установлена система наружного и внутреннего видеонаблюдения, совмещённая с системой обнаружения пожара, системой диагностики поезда и информирования пассажиров;
- установлена система аэрозольного пожаротушения с малогабаритными генераторами «Экспресс»;
- установлена система аудиовидеотрансляции (в салонах вагонов 1 класса);
- наличие экологически чистых вакуумных туалетов в каждом вагоне.

Салоны вагонов ЭД4МКМ-0155
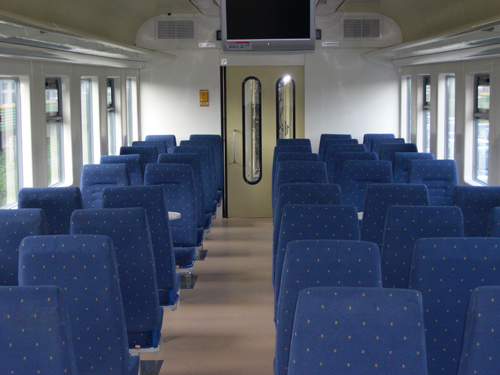
Салон вагона 3 класса с сиденьями по схеме 2+3
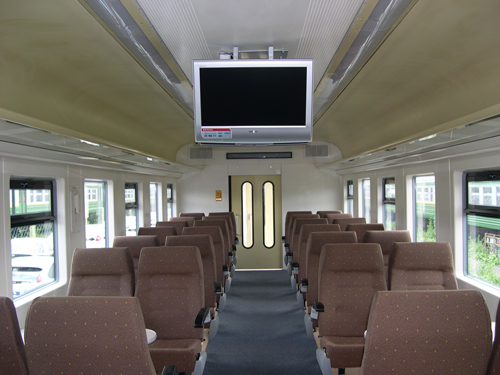
Салон вагона 2 класса с сиденьями по схеме 2+2
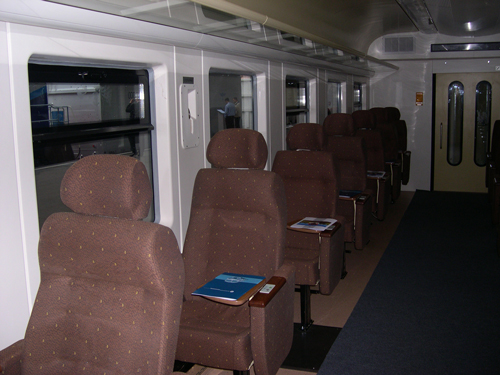
Салон вагона 1 класса с сиденьями по схеме 1+2

Особенности салонов вагонов ЭД4МКМ-АЭРО и иллюстрация примера интерьера приведены в разделе «История создания и выпуска».

#### Тамбур
- Тамбур ЭД4М. Вид на встречный электропоезд и открытие/закрытие дверей

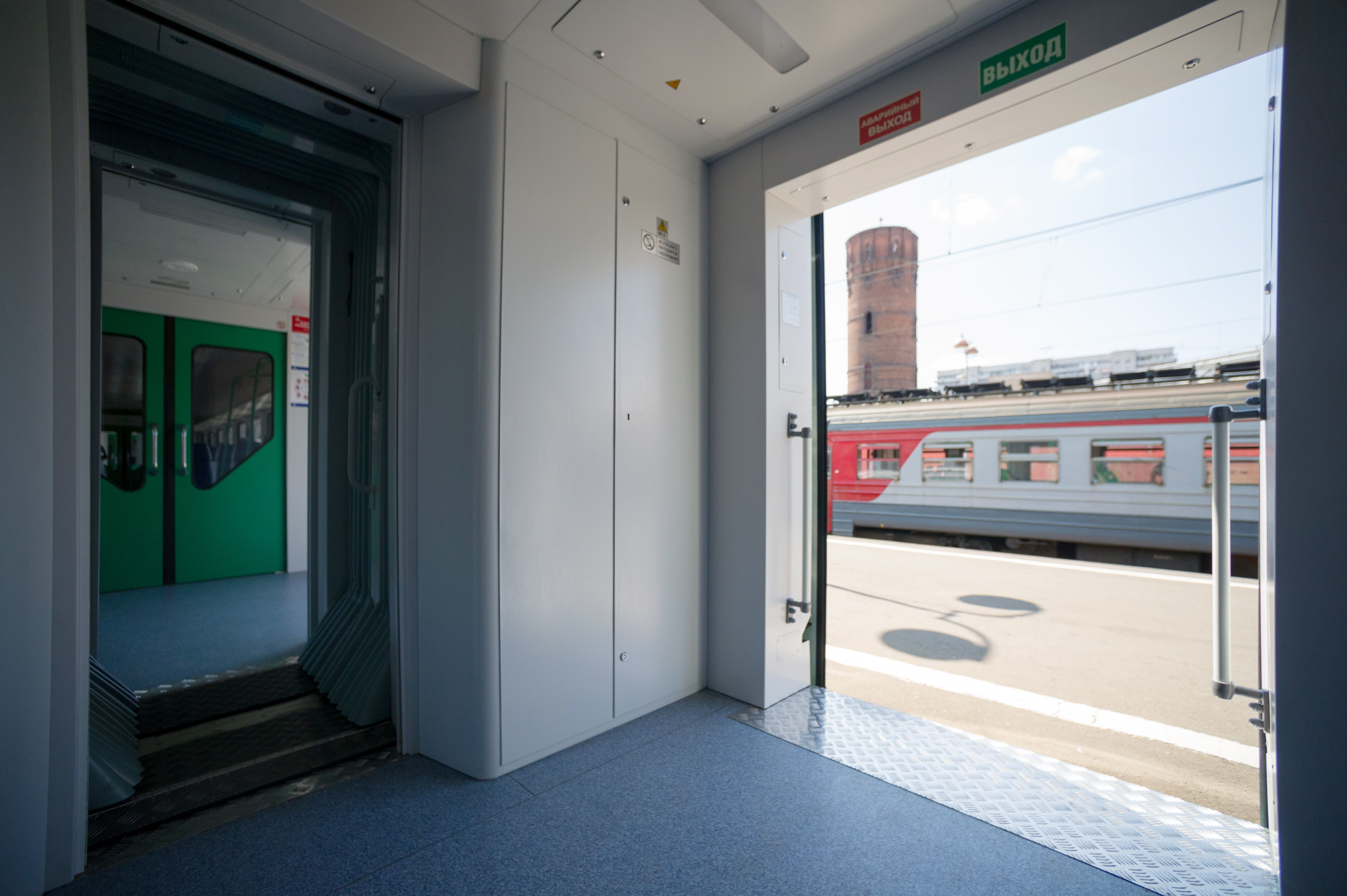
Тамбур и межвагонный переход в ЭД4М-0458

#### Туалет

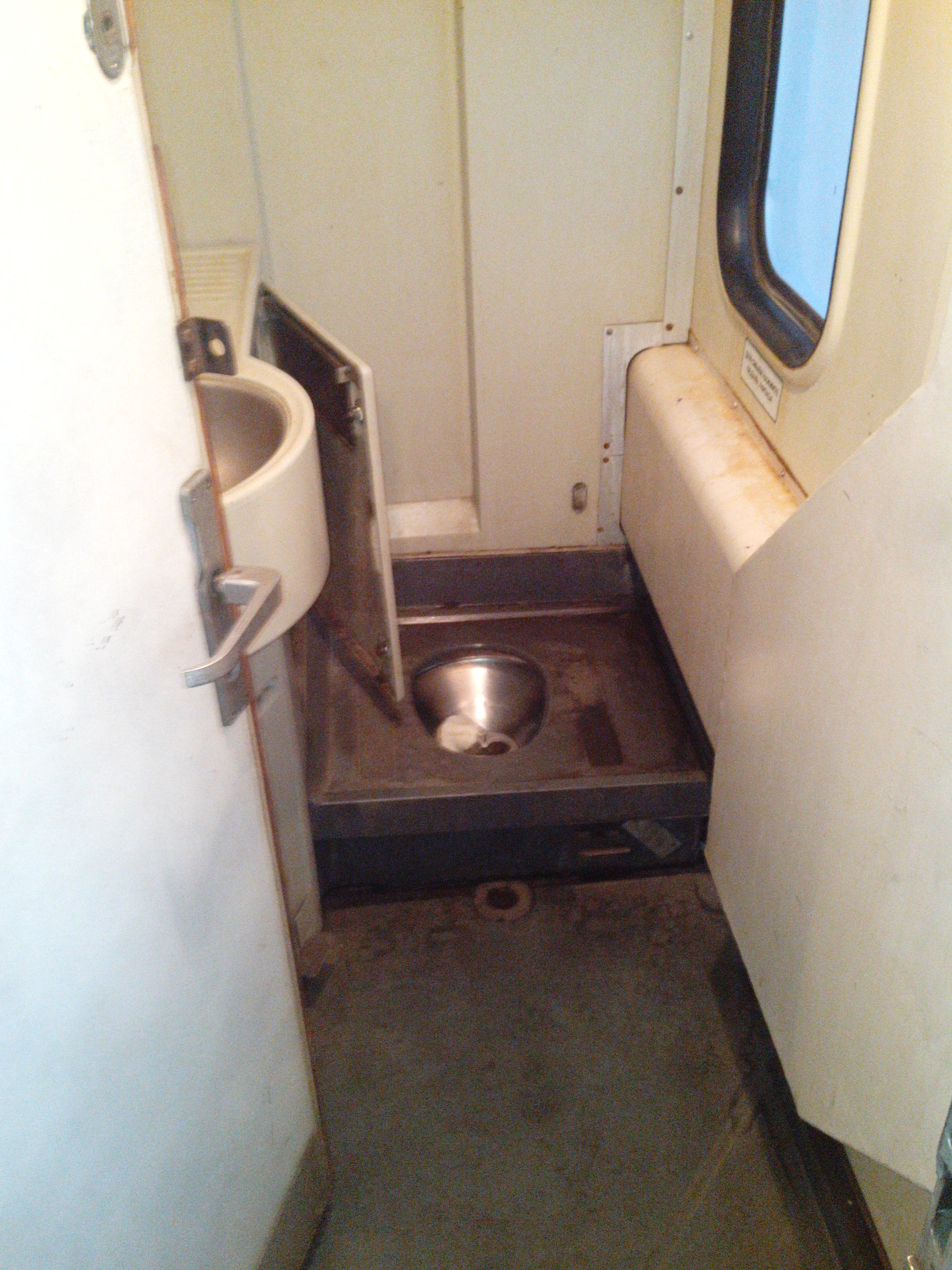
Туалет в ЭД4М-0274
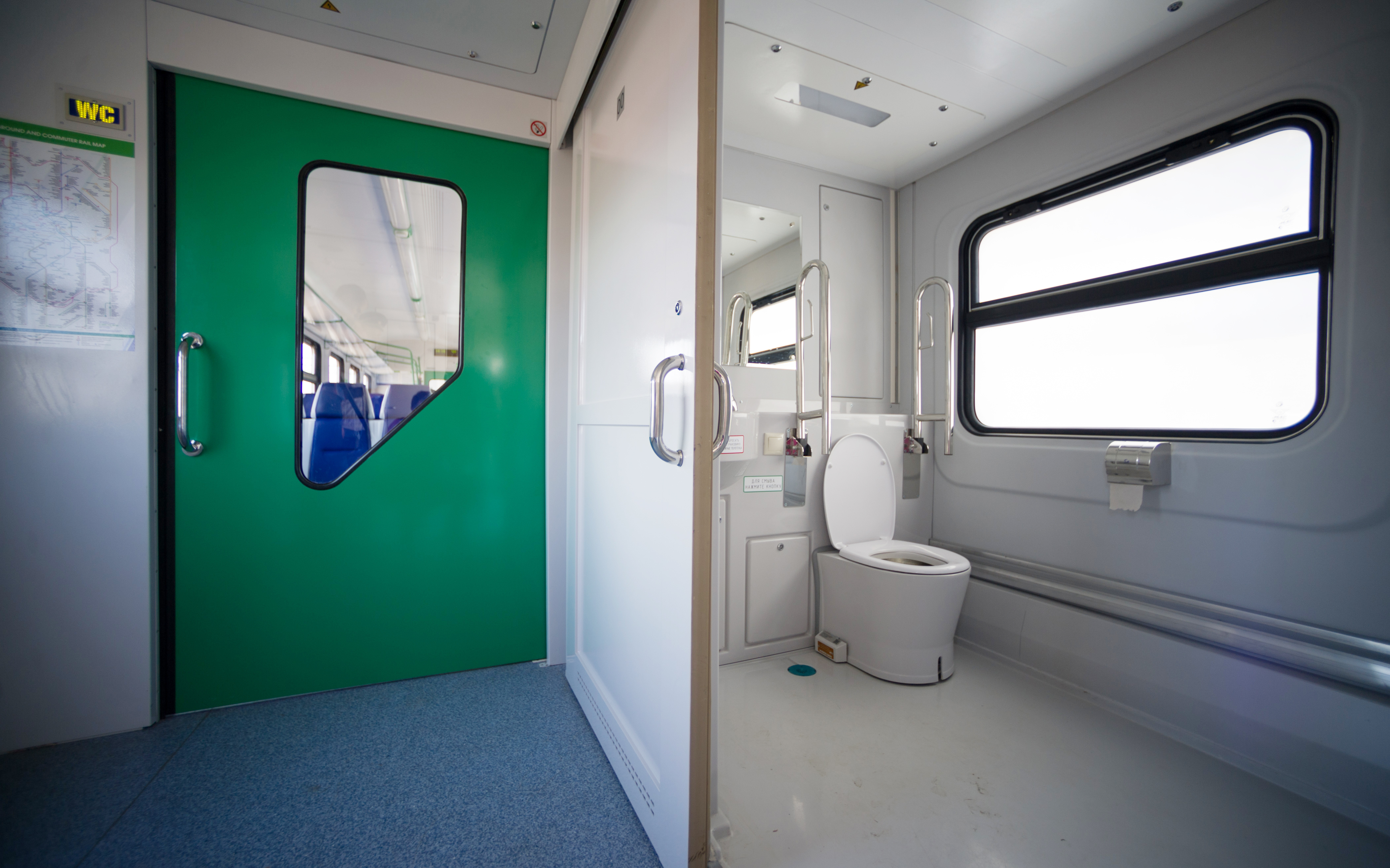
Широкий туалет в головном вагоне ЭД4М-0458

#### Кабина машиниста

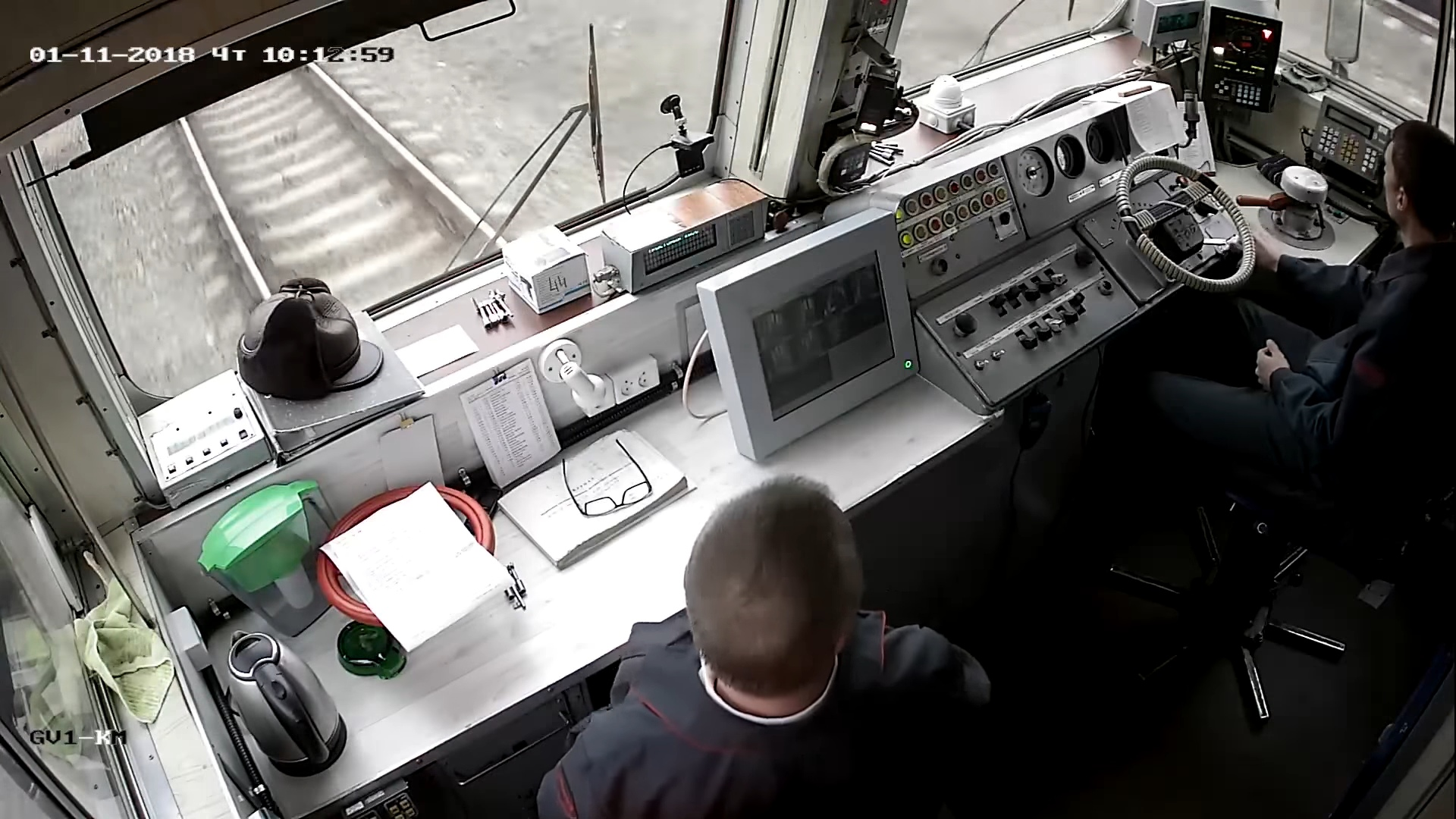
Кабина машиниста в ЭД4М раннего выпуска
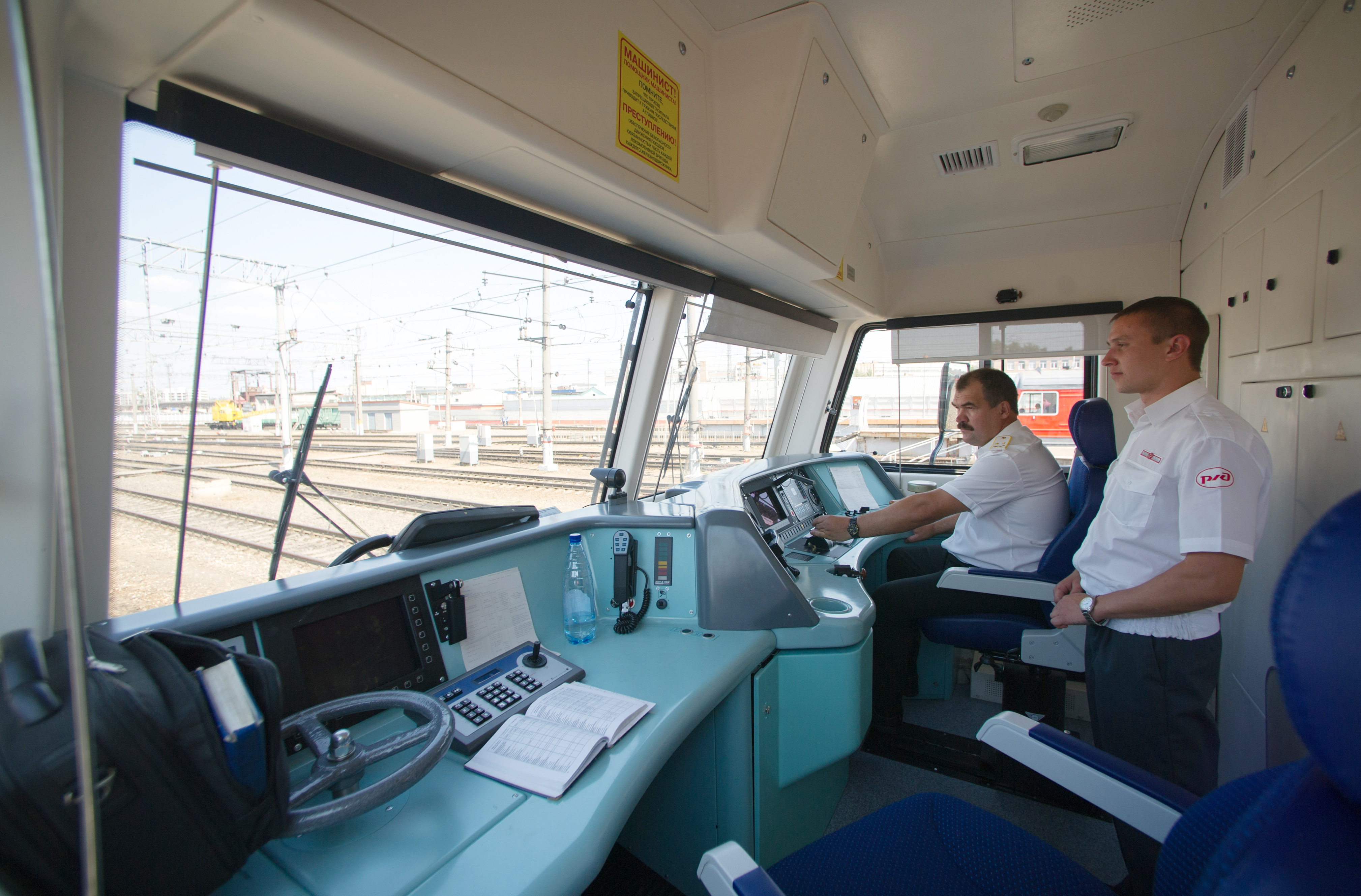
Кабина машиниста в ЭД4М-0458 (позднего выпуска)
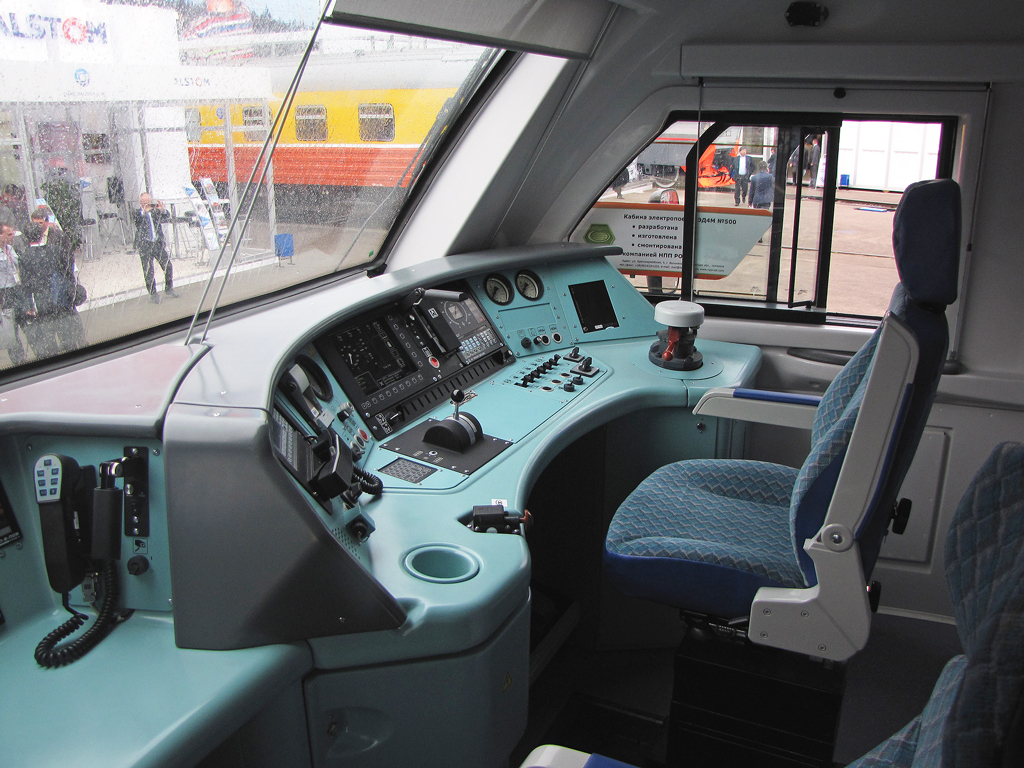
Кабина машиниста в ЭД4М-0500

## Эксплуатация
По состоянию на 2018 год электропоезда ЭД4 разных вариантов исполнения находятся в эксплуатации в ОАО «Российские железные дороги», ОАО «Центральная ППК», ООО «Аэроэкспресс», ООО «Пассажирские перевозки», ФГУП «Крымская железная дорога» (аренда), ПАО «Укрзализныця». Также известно, что некоторые составы были расформированы для пополнения их вагонами других составов (например, ЭД4М-0037, построенный в трёхвагонной составности и дополненный вагонами других поездов, в середине 2009 года расформирован с дальнейшим включением всех трёх вагонов в разные составы ЭД4М).

### ЭД4
Электропоезд ЭД4-0001 после испытаний поступил в депо Минеральные Воды Северо-Кавказской железной дороги, где эксплуатировался на участке Минеральные Воды — Кисловодск. Туда же с завода поступил ЭД4-0010. В июне 2006 года ЭД4-0001 вместе с ЭД4-0010 был передан в депо Туапсе, где секция ЭД4 (вагоны 000103 и 000104) эксплуатировалась в составе ЭД4-0010. В 2007 году ЭД4-0001 в составе четырёх оставшихся вагонов был передан сначала в депо Апрелевка (без принятия на баланс), затем — на Большую Московскую окружную железную дорогу в депо Александров. ЭД4-0010 в 2009 году попал в депо Белореченская Северо-Кавказской железной дороги, в 2013 году — в депо Апрелевка, в конце 2016 года — в депо Александров. ЭД4-0007 с завода отправился в депо Белгород. ЭД4-0014 с завода был передан в депо Вязьма (числился на балансе депо им. Ильича), а примерно через два месяца был передан в депо Перерва. В 2011 году переведён в депо Новомосковск-I. Остальные электропоезда серии ЭД4 (кроме ЭД4-0007 и ЭД4-0010) сразу после выпуска были переданы в депо Перерва для обслуживания Курского направления Московской железной дороги.

### ЭД4М
Электропоезда ЭД4М раннего выпуска поступили в депо Перерва Курского направления МЖД, где эксплуатировались до 2020 года. Более поздние поезда поступили на другие направления МЖД (преимущественно на Рязанское, Ярославское и Горьковское), а также в другие города России. На Украине введён в эксплуатацию один электропоезд (ЭД4М-0223) в РПЧ-12 Ясиноватая Донецкой железной дороги.
- ЭД4М-1030 в движении
- ЭД4М-0440 в движении

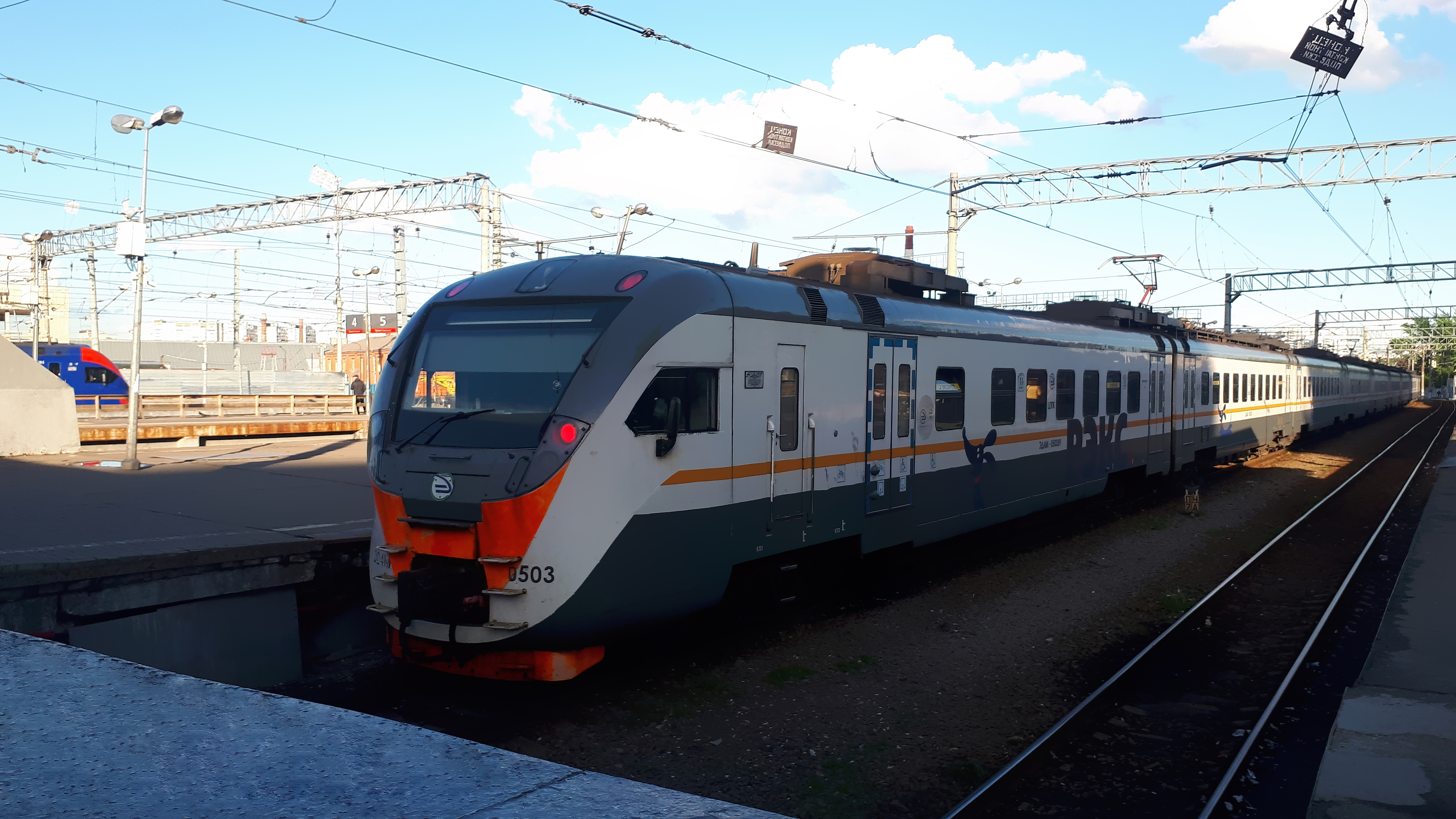
ЭД4М-0503 на Курском вокзале

### ЭД4МК
Все электропоезда ЭД4МК первоначально эксплуатировались как межрегиональные экспрессы в разных регионах России на направлениях, электрифицированных постоянным током. Наиболее распространены они на Московской железной дороге. Помимо регионального сообщения, в Москве также использовались компанией «Аэроэкспресс» для перевозки пассажиров между вокзалами и аэропортами. Впоследствии часть электропоездов ЭД4МК в связи с устареванием была снята с экспрессных маршрутов и передана для обслуживания обычных пригородных маршрутов; салон при этом либо оставался без изменений, либо переоснащался в пригородное исполнение с традиционными сиденьями. Например, электропоезд ЭД4МК-0089 депо Перерва направило на обслуживание различных направлений МЖД в качестве пригородных электропоездов 6000-й нумерации, а салоны его вагонов при этом остались без изменений. Тем не менее, эти поезда сохранили букву «К» в обозначении серии, хотя она и утратила былой смысл для тех поездов, у которых салон переоборудован в пригородное исполнение.

### ЭД4МКу
Электропоезда ЭД4МКу-0151 и ЭД4МКу-0153 — соответственно второй и третий частные электропоезда повышенной комфортности межрегионального сообщения. В марте 2010 года оба состава были переданы на Северную железную дорогу в ТЧ-4 (Данилов). С 1 апреля 2010 года по 31 января 2013 года использовались в качестве экспрессов на маршруте Москва — Ярославль. После пуска на этом направлении поездов на локомотивной тяге, в марте 2013 года ЭД4МКу были возвращены на Октябрьскую магистраль в депо ТЧ-10 СПб-Московское (Металлострой). После прохождения текущих и капитальных ремонтов в разных депо и ВРЗ, завершившихся в январе 2015 года, составы снова вышли на маршрут Москва — Санкт-Петербург. В июне 2016 года они были проданы ЦППК и находились сначала на Октябрьском электровагоноремонтном заводе (ОЭВРЗ), а затем — Московском локомотиворемонтном заводе (МЛРЗ). По состоянию на январь 2017 года ЭД4МКу-0151 находился в ТЧ-4 Железнодорожная (станция) и, возможно, в ТЧ-26 Куровская. С середины 2017 года оба электропоезда начали эксплуатироваться на маршруте Москва — Усово Белорусского направлении МЖД, с проведением технического обслуживания в ТЧ-4 Железнодорожная. В мае 2018 года оба электропоезда поступили на техническое обслуживание в ТЧ-50 им. Ильича — Аэроэкспресс.
По состоянию на 2025 год оба ЭД4МКу принадлежит АО «Центральная ППК» и курсируют по Горьковско-Кивскому направлению (МЦД-4, или Калужско-Нижегородский Диаметр).

### ЭД4МКМ

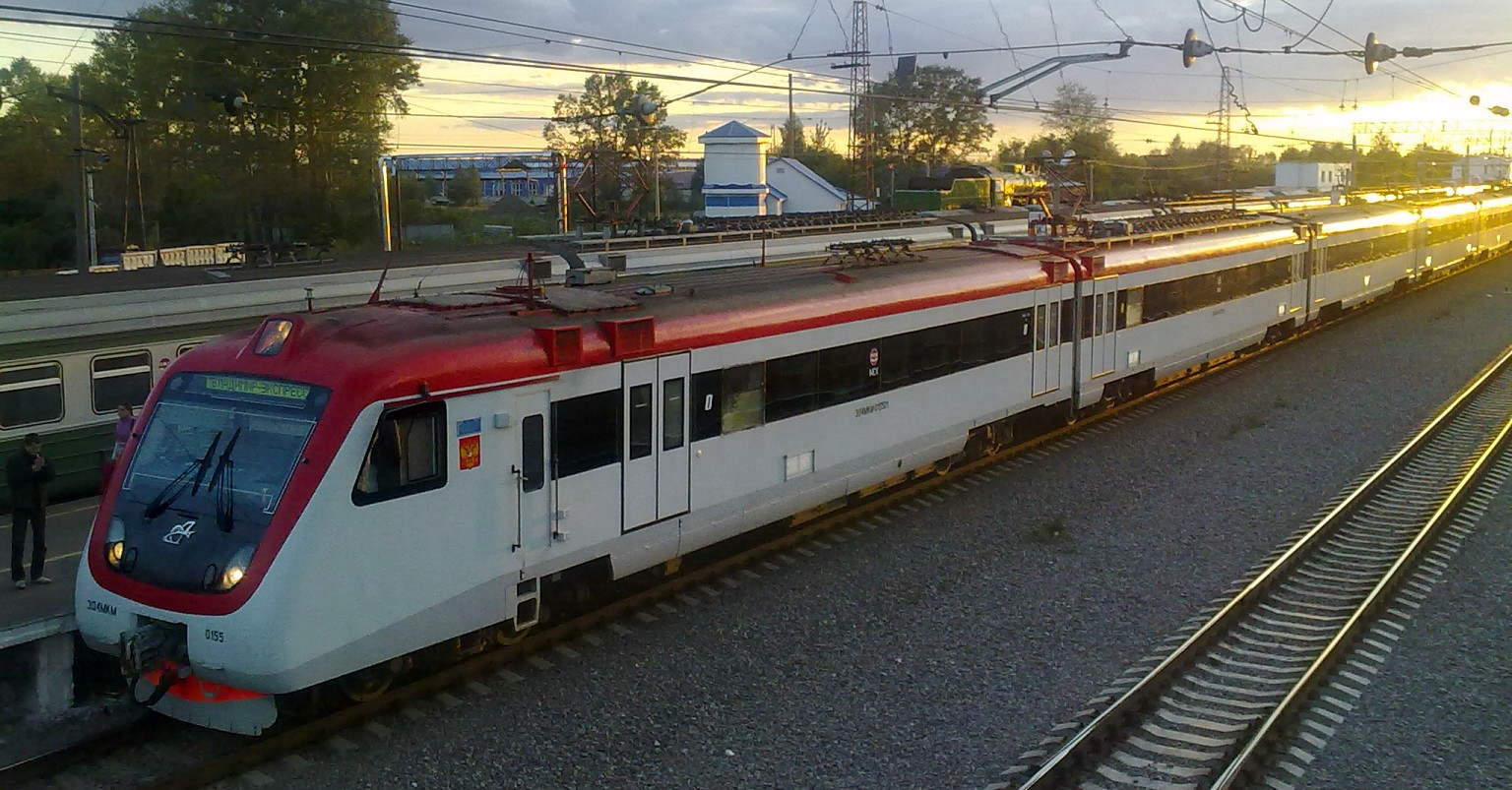
ЭД4МКМ-0155 (экспресс Москва — Владимир)

В ноябре 2005 года ДМЗ отправил электропоезд ЭД4МКМ-0155 для испытаний на Экспериментальное кольцо ВНИИЖТ. Поезд остался единственным экземпляром данной модификации, не считая поездов исполнения АЭРО, хотя и демонстрировался на некоторых выставках и совершил ряд опытных поездок на линии Москва — Санкт-Петербург. После всех испытаний электропоезд летом 2009 года был передан на Горьковское направление Московской железной дороги в депо «Железнодорожная» для эксплуатации на маршруте Москва — Владимир в качестве межрегионального экспресса. С марта 2015 года поезд прекратил пассажирские перевозки и в течение двух лет находился на консервации, но вскоре после ремонта и переделки салона из трёхклассовой компоновки в единоклассовую был передан на Савёловское направление Московской железной дороги и с 26 июня 2017 года стал обслуживать дальние экспрессные маршруты Москва — Дубна и Москва — Дмитров вместо ЭД4МК-0076. В апреле 2018 года поезд вернулся на Горьковское направление, но при этом стал эксплуатироваться уже на маршруте Москва — Ногинск в качестве обычного пригородного экспресса без бронирования сидячих мест по билетам.
С 2022 года ЭД4МКМ-0155 была отстранена от эксплуатации в связи с нехваткой запчастей. На август 2024 года находится на базе запаса Кожурла.

### ЭД4МКМ-АЭРО
Электропоезда ЭД4МКМ-АЭРО поступили в собственность оператора Аэроэкспресс в моторвагонное депо ТЧ-50 им. Ильича. Они курсируют в качестве экспрессов по маршруту Павелецкий вокзал — аэропорт Домодедово с промежуточной остановкой на платформе Верхние Котлы с интервалом 30 минут с 05:14 до 00:30 от аэропорта Домодедово и с 05:30 до 00:30 от Москвы. Время в пути составляет от 43 минут. Ранее работали также на Савёловском направлении на маршруте Белорусский вокзал (после запуска МЦД-1 — Одинцово) — аэропорт Шереметьево.

### ЭД4М с № 0500
Первый состав линейки ЭД4М-0500 эксплуатируется с мая 2014 года, электропоезда 0501-0503 — с конца 2014/начала 2015 годов. Электропоезда приобретены ОАО «Центральная ППК», работают на Горьковском направлении Московской железной дороги на маршрутах экспрессов «Спутник» Москва — Железнодорожная и Москва — Балашиха. После приобретения ЦППК поезд ЭД4М-0500, имевший с завода красно-серую окраску в корпоративных цветах РЖД, был перекрашен в зелёно-серую окраску ЦППК, а впоследствии — в бело-серую окраску губернаторской программы «Наше Подмосковье», при этом на нём также была нанесена синяя надпись «РЭКС». Поезда 0501—0503 изначально имели бело-серую окраску «Наше Подмосковье».

## Транспортные происшествия
- 3 сентября 2003 года под железнодорожным полотном, по которому проходил электропоезд ЭД4М-0039 (маршрут Кисловодск — Минеральные Воды), сработали два фугасных взрывных устройства. В результате подрыва семь человек погибли, более 80 получили травмы. Основной удар пришёлся на вагон № 003904 (впоследствии не эксплуатировался и был разделан в лом)[40][41].
- В 11 часов 37 минут 14 сентября 2004 года электропоезд ЭД4МК-0028 сообщением № 828 «Москва — Ярославль» потерпел крушение при столкновении с автомобилем КрАЗ с песком на неохраняемом переезде (231 км перегона Ростов-Ярославский — Семибратово) Северной железной дороги. Погиб один человек (пассажирка грузовика); пассажиры поезда не пострадали. Пять вагонов сошли с рельсов, повредив пути и опоры контактной сети[42][43]. В результате были повреждены вагоны 09, 10, 07. Вагон 002810 был восстановлен в 2007 году. Головной вагон 002809 восстановлению не подлежал и был списан (заменён вагоном ЭД4МК-1001). Вагон 002807, находясь на территории депо в ожидании восстановления, пострадал при пожаре и был списан в декабре 2009 года[44].
- 15 ноября 2012 года на перегоне Внуково — Солнечная произошёл пожар в вагоне 09 ЭД4М-0157. Вагон заменён на ЭД4М-003709, позже также сгоревшим[45].
- В 6 часов 45 минут 26 августа 2013 года ЭД4М-0034 врезался в легковой автомобиль на переезде станции Щербинка. По данным пресс-службы, на станции Щербинка водитель автомобиля выехал на переезд перед прближающимся электропоездом № 6422 сообщением Серпухов — Нахабино. Предотвратить столкновение не удалось. В результате ДТП водитель автомобиля госпитализирован; в составе поезда никто не пострадал. При этом в блогах и соцсетях появилась информация о якобы открытом в момент ДТП шлагбауме переезда[46][47].
- В ночь с 8 на 9 апреля 2017 года в Москве на участке Фили — Кунцево произошло столкновение электропоезда ЭД4МК-0089 сообщением № 6919 «Москва — Усово» со следующим за ним пассажирским поездом № 003 «Москва — Брест». За медицинской помощью обратились 50 человек, 12 из них были госпитализированы[48]. Вагоны электропоезда 008910 и 008909 (004801) разбиты до степени исключения из инвентаря и были распилены на месте 11 апреля 2017[49][50].
- 18 июня 2015 года в результате столкновения цементовоза и электропоезда с дополнительным вагоном ЭД4М-1049 между станциями Прохоровка и Ржава (Юго-Восточная ЖД) данный вагон был списан. После аварии его заменили на другой дополнительный головной вагон[51].
- 14 марта 2018 года при движении электропоезда ЭД4М-0266 в Москве по участку Яуза — Маленковская произошло столкновение последнего с трактором-экскаватором, попавшим в габарит пути в районе Ростокинского путепровода. В результате возникшего столкновения несколько человек получили травмы; погибших нет. Основной удар пришёлся по тамбурным дверям вагона № 026602; вагоны № 026601 и 026604 получили незначительные повреждения (оба восстановлены в том же месяце). Повреждена опора путепровода и трактор[52][53][54]. По предварительным данным произошло падение экскаватора с путепровода[52], однако по уточнённым сведениям машина совершала строительные работы на уровне путей и ковшом попала в габарит ближайшего из них[54].
- 24 декабря 2018 года в районе станции Навагинская Северо-Кавказской железной дороги произошёл сход с рельсов двух (из четырёх) вагонов электропоезда ЭД4М-0443 по причине схода селя. Пострадавших нет. Повреждены три вагона[55][56].
- 4 апреля 2021 года на станции Малоярославец произошло возгорание вагона ЭД4М-003709 в составе ЭД4М-0157. В результате никто не пострадал. Пассажиры этого поезда отправлены экспрессом Калуга — Москва, проследовавшим со всеми остановками пригородного поезда[57][33][45].

## Электропоезда и мотрисы, созданные на базе серии ЭД4
Распространённая серия ЭД4 положила начало более современным электропоездам. Отдельные вагоны дорабатывались для получения электромотрис. Помимо этого, конструкция кузовов вагонов с целью унификации была с некоторыми изменениями применена в электропоездах переменного тока (серии ЭД9) и с асинхронными ТЭД (серии ЭД6); в последнем случае кузова вагонов отличались не только расположением окон, но и материалом (применена нержавеющая сталь).

### Электропоезд ЭД4ДК
После создания состава ЭД1 локомотивной тяги переменного тока в 2001 году была предпринята попытка создать подобный поезд двухсистемного питания. Компоновать поезд было решено по схеме Э+10Пп+Э (Э — секция электровоза). Для этого были взяты секции локомотивов ВЛ10-315 и ВЛ80Т-1138, а также десять прицепных промежуточных вагонов поезда ЭД4МК. Состав получил обозначение ЭД4ДК (буква «Д» указывает на двухсистемное питание, «К» — на повышенную комфортность), номер 001.
Предполагалась эксплуатация ЭД4ДК на линии «Москва—Смоленск». Однако испытания состава, проводившиеся с 2002 по 2003, окончились с отрицательным результатом. Изначально планировалось использовать в эксплуатации обе секции с передачей напряжения через вагоны, но ещё до постройки последних выяснилось, что схемы управления электровозов ВЛ10 и ВЛ80Т несовместимы между собой и сильно различаются, что сделало невозможным применение одновременной тяги обеих секций. Это стало также одной из причин проблемы выдавливания лёгких прицепных вагонов ЭД между тяжёлыми секциями электровозов при движении в режиме толкания поезда задним электровозом. Также в процессе опытных испытаний сгорела секция электровоза ВЛ10-315.

В 2003 году проект был закрыт и поезд был расформирован. Электровозам вернули вторые секции, оба они вскоре прошли модернизацию с заменой маски кабины и присвоением дополнительного индекса К. ВЛ10К-315 эксплуатируется в депо Рыбное, ВЛ80ТК−1138 — в депо Карталы. Десять прицепных вагонов долгое время находились на базе запаса Красный Бор Московской ж.д. В марте 2013 года они были списаны, а осенью порезаны на станции Люберцы.

### Электромотриса ЭМ2П

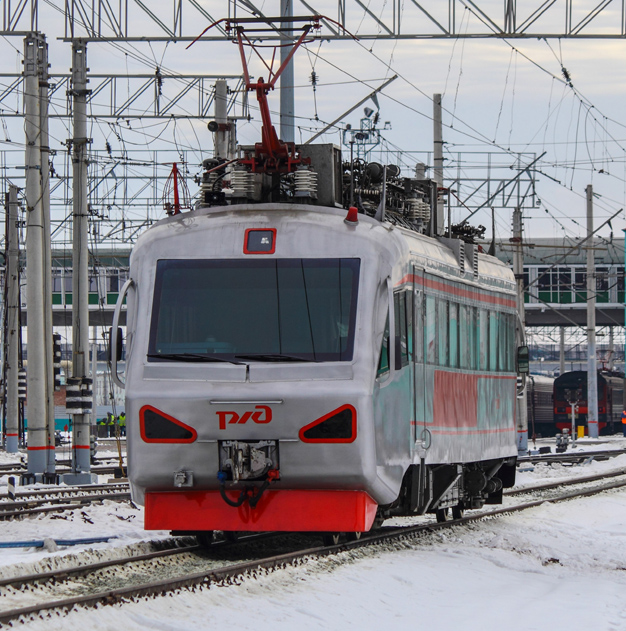
ЭМ2П-02 на станции Омск-Пассажирский

Двухсистемная служебная электромотриса, созданная в депо Алтайская Западно-Сибирской железной дороги (ЗСЖД) на базе моторных вагонов электропоездов ЭД, предназначенная для эксплуатации на электрифицированных линиях постоянного тока 3 кВ и переменного тока 25 кВ. Всего было создано две электромотрисы: первая — в сентябре 2008 года на базе вагона электропоезда переменного тока ЭД9Т-001902, вторая — в октябре 2011 года на базе вагонов электропоездов постоянного тока ЭД4М-001603 и ЭД2Т-005310. Обе мотрисы с момента создания были приписаны к депо Новосибирск (ТЧ-32 ЗСЖД) и стали использоваться для служебных поездок начальства ЗСЖД. По состоянию на 2018 год они продолжают работать с той же припиской. Машины спроектированы с помощью научных сотрудников Омского государственного университета путей сообщения (ОмГУПС)(где разработаны принципы построения электрической схемы).
У вагонов обрезались тамбуры и вместо них устанавливались новые кабины машиниста уникальной конструкции, врезались входные двери, монтировалось новое электрооборудование для работы на обеих системах тока и переоснащался салон. При постройке обе мотрисы были окрашены в серый цвет с красной полосой, и на лобовой части кабин был нанесён логотип ОАО «Российские железные дороги» (РЖД) образца 2008 года (из символов p/d), однако какая-либо обозначающая серию и номер маркировка на них отсутствовала.
Кабины машиниста электромотрис имеют уникальную форму и внешне напоминают кабины электропоездов ЭС2, полученных при КВР/КРП электропоездов ЭР2 в том же депо Алтайская, но в отличие от последних имеют сильный наклон в верхней части и треугольные буферные фонари вместо трапециевидных. Также примечательными особенностями кабин являются превосходящие по высоте окна высокие дужки для боковых зеркал, три дворника под лобовым стеклом, красный проблесковый маячок, а также тифон и свисток от машин чиновников с мигалками (см. видео по ссылке). Нижняя часть кабины оснащена стандартными автосцепками СА-3.
Двери у электромотрис одностворчатые, рассчитаны на высокие платформы и служат для входа как членов бригады, так и пассажиров. Они расположены по бокам на месте крайнего левого окна с каждой стороны рядом с кабиной. Для выхода на уровень низких платформ под дверью имеются небольшие лестницы, схожие с лестницами под служебным тамбуром серийных электропоездов.
На крыше электромотрисы размещено токоведущее электрооборудование, занимающее почти всю её площадь и имеющее массивные изоляторы, рассчитанные на переменный ток напряжением 25 кВ. Два токоприёмника представляют собой асимметричные полупантографы и размещены по краям вагона, вслед за ними находятся кондиционеры, а по бокам — резисторы. В центральной части крыши находятся воздушные выключатели, переключатель родов тока и вводные изоляторы, а также блоки тормозных резисторов; с одной стороны вагона рядом с краем проходит токоведущая шина.
Преобразующее электрооборудование и аккумуляторные батареи расположены в подвагонном пространстве. Тележки и тяговый привод аналогичны электропоездам серий ЭД4/ЭД9.
Салон электромотрисы, без учёта пространства кабин, по длине соответствует салону стандартного вагона ЭД, однако пространство кабин не имеет перегородок от пассажирской части. Пульт управления машиниста электромотрисы расположен справа и заужен по сравнению с пультом ЭД4М, часть приборов управления расположена справа от машиниста (слева от пульта установлен обычный стол). Сиденья в салоне электромотрисы представляют собой мягкие кресла с откидными спинками, расположенные продольно в направлении ближайшей кабины по два с каждой стороны от центрального прохода. В центральной части салона по бокам от прохода расположен туалет и электрический шкаф главного ввода, разделяющий салон на две части.

### Автомотриса АЯ4Д

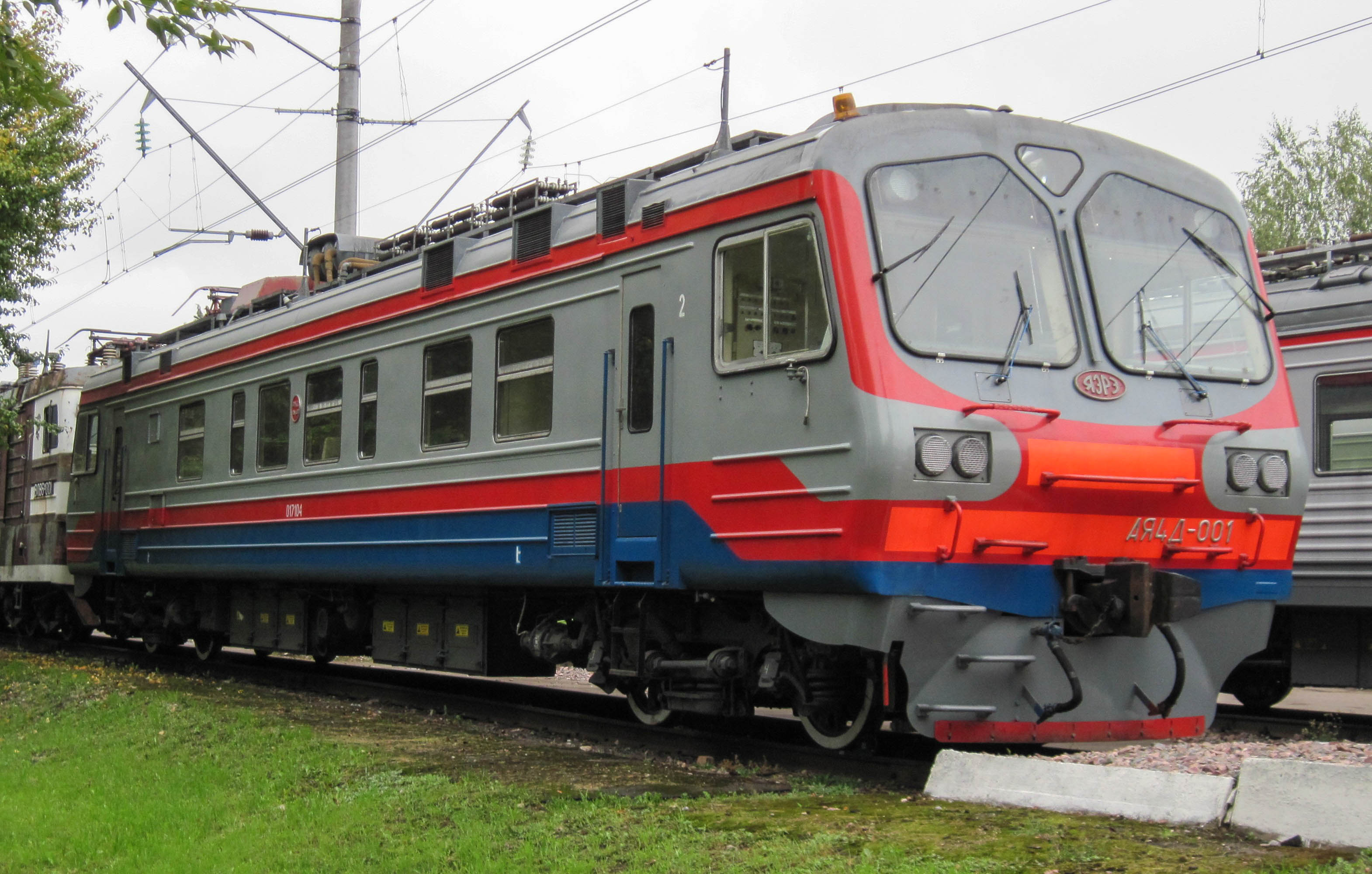
АЯ4Д-001 в Щербинке

В 2010 году на Ярославском электровозоремонтном заводе моторные вагоны 02, 04, 06 и 10 электропоезда ЭД4М-0171 были переоборудованы в четыре служебные электромотрисы АЯ4Д № 001—004 (Автомотриса Ярославская, 4-й тип, Дизельная). В ходе переоборудования вагоны обрезались по торцам и на их место устанавливались головные кабины машиниста со служебным тамбуром, аналогичные таковым у ЭД4М; на крыше устанавливался один токоприёмник, а салон полностью переоснащался. Автомотрисы были также оборудованы дизель-генераторной установкой АД-250-Т400-1Р мощностью 250 кВт. Тележки на электромотрисах такие же, как и на ЭД4М.
Электромотриса может эксплуатироваться как на линиях, электрифицированных постоянным током напряжением 3000 В, так и на неэлектрифицированных участках. При питании от контактной сети используются все четыре электродвигателя и конструкционная скорость составляет 130 км/ч. В автономном режиме автомотриса может эксплуатироваться со скоростями не более 30 км/ч, при этом задействуется только один тяговый электродвигатель.
Кабина машиниста изнутри аналогична ЭД4М, за исключением отсутствия приборов контроля и управления автоматическими дверями, применением АЛСН вместо КЛУБ-У. Дизель-генераторное помещение расположено рядом с одним из служебных тамбуров, проход из салона к служебному тамбуру находится справа от него. В центральной части вагона находится салон с 19 сидячими местами, часть пространства салона, примыкающая к дизельному помещению, занимает камера для задержанных. С противоположной стороны салона имеется служебное купе, служебное помещение, кухня, туалет и несколько шкафов.
Электромотрисы были созданы по заказу руководства Октябрьской железной дороги для патрулирования железнодорожной линии Москва — Санкт-Петербург и предназначались для осуществления доставки мобильных групп охраны или ремонтных служб к местам проведения работ и проверки функционирования инфраструктуры железнодорожных путей, а также для оперативных выездов при выявлении лиц, угрожающих безопасности движения поездов. В настоящее время три из них (002, 003 и 004) приписаны к депо ТЧ-10 Санкт-Петербург Московское. Самая первая электромотриса долгое время находилась на территории кольца ВНИИЖТ в Щербинке.

### Электропоезд ЭП2Д

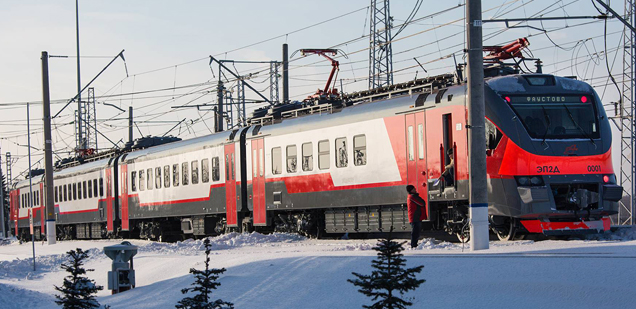
ЭП2Д-0001 на презентации в Щербинке со стороны моторного головного вагона

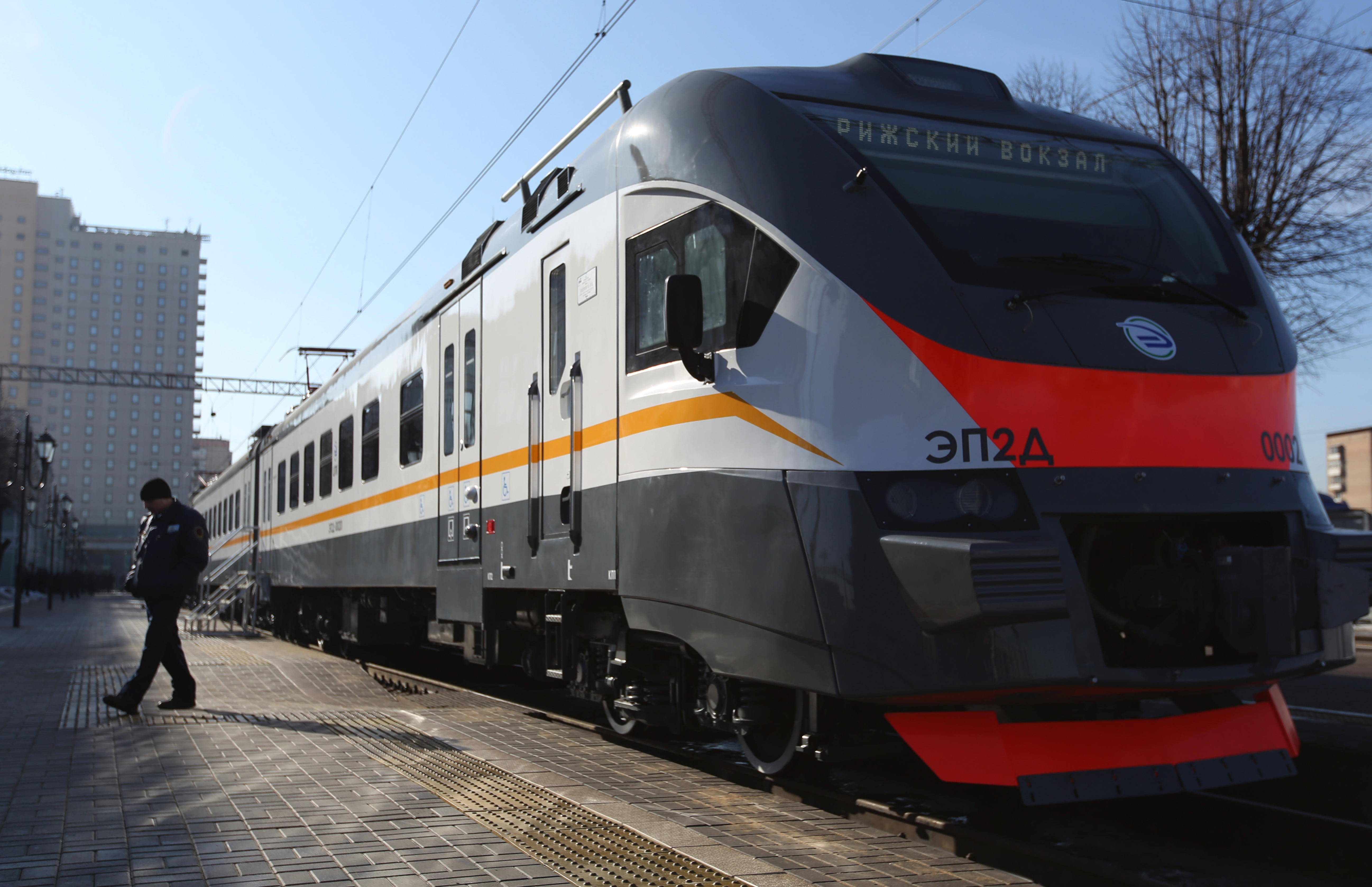
ЭП2Д-0002 на Рижском вокзале

Пригородный модернизированный электропоезд с возможностью двухвагонной компоновки. Как и ЭГ2Тв, обозначен по новой системе (Электропоезд Пригородный, 2-й тип, Демиховский).
По сути является сильно усовершенствованным и модифицированным под современные требования поездом ЭД4М-500, у которого была переработана форма головной части кабины и установлено энергосберегающее электрооборудование. При его создании были учтены все требования безопасности Таможенного союза. По словам главного конструктора ДМЗ, в конструкции используются только российские комплектующие.
На головных кабинах установлены буфера крэш-системы, изменено расположение буферных фонарей. Сцепка частично утоплена в корпус, а поручни и подножки отсутствуют для затруднения возможности залезания на поезд зацеперов и вандалов. Имеется индикация закрытых дверей. Кожух кондиционера убран внутрь подвижного состава.
В салоне установлены обновлённые системы пожаротушения и эвакуации. Например, под креслами есть красные «эвакуационные ящики», внутри которых помещается складная лестница. Окна выполнены без резинового уплотнения — таким образом, при необходимости их можно быстро, примерно в течение 2 часов, заменить. Применены новые светодиодные светильники и прочее оборудование салона. При этом разработка велась без участия зарубежных дизайнеров.
В соответствии с Техническим регламентом Таможенного союза «О безопасности подвижного состава», вступившего в силу в 2014 году, все электропоезда, производимые после 01.08.2016 г., должны быть оснащены устройствами поглощения энергии (крэш-системами), которые будут обеспечивать безопасность пассажиров и локомотивной бригады в случае лобового столкновения с препятствием. Необходимость же двухвагонной компоновки вызвана малым пассажиропотоком на некоторых линиях. Для разрешения ситуации с убыточностью пригородных пассажирских компаний (ППК) Правительством России был выработан ряд мер (например, снижение платы за пользование железнодорожной инфраструктурой и т. д.). Выступая на Уральском межрегиональном координационном совете в июле 2015 года, прежний президент РЖД В. И. Якунин в свою очередь предложил производителями подвижного состава сконструировать новый вид электропоездов из одного-двух вагонов. В связи с этим на ДМЗ было принято решение о разработке электропоезда, конструкция которого позволяла бы эксплуатировать как составы стандартной длины, так и по два или три вагона.
Первый электропоезд ЭП2Д-0001 был построен в четырёхвагонной составности, причём все его вагоны отличаются друг от друга и один из головных вагонов является моторным. Электропоезд испытывался на кольце ВНИИЖТ в Щербинке и затем планировался к приобретению СЗППК для обслуживания пригородных маршрутов в Ленинградской области, однако вскоре компания отказалась от их приобретения и по состоянию на 2018 год электропоезд эксплуатируется в Ереване.
С 2016 года электропоезда ЭП2Д, начиная с номера 0002, стали выпускаться серийно по заказу ОАО ЦППК с дверями под высокие платформы. Вагоны этих составов получили бело-серую окраску губернаторской программы «Наше Подмосковье». Большинство поездов было выпущено с салоном в пригородном исполнении, часть — в экспрессном. Поезда поступили в депо Нахабино и обслуживают Рижское и Курское направления МЖД. По состоянию на 2018 год электропоезда продолжают поступать в депо Нахабино, а электропоезда первых номеров стали передаваться на техническое обслуживание в депо Апрелевка.

## Культурные аспекты
Широко распространившиеся поезда серии ЭД4 всё чаще появляются в фильмах соответствующих лет. Например, ЭД4М появились уже в нескольких сериях криминального сериала «След».
Составы ЭД4М неоднократно фигурируют в фильме «Наваждение» (режиссёр — Марина Мигунова).
Некоторые ЭД4М можно увидеть в компьютерных играх, например, Microsoft Train Simulator, RTrainSim и Trainz Simulator созданные с помощью команд сайтов TS-MVPS (Club-TS) и MaDaDev studio.

### Комментарии
1. ↑  Бо́льшая часть Крымского полуострова  является объектом территориальных разногласий между Россией, контролирующей спорную территорию, и Украиной, в пределах признанных большинством государств — членов ООН границ которой спорная территория находится.
2. ↑  АО «Центральная ППК» эксплуатирует подвижной состав на инфраструктуре ОАО «РЖД».
3. ↑  Согласно позиции Укрзализныци, Крымская железная дорога является дирекцией перевозок Приднепровской железной дороги с правами расширенной автономии. Фактически с 26 марта 2014 года является самостоятельной железной дорогой, прекратившей административное взаимодействие с бывшей материнской структурой
4. ↑  Если смотреть по ходу вагона кабиной вперёд.
5. ↑  Высокая платформа — платформа, высота которой над уровнем головки рельса (УГР) составляет 1100 мм. Средняя платформа — платформа, высота которой над УГР составляет 550 мм. Низкая платформа — платформа, высота которой над УГР не более 200 мм[21].
6. ↑  В подразделе «Электрооборудование» под обозначением ЭД4М понимаются также исполнения повышенной комфортности (ЭД4МК, ЭД4МКу и так далее).